# Chevreuse
Chevreuse ([ʃəvʁøz] ) est une commune française située dans le département des Yvelines en région Île-de-France. Commune périurbaine située à l'extrémité ouest de l'aire urbaine de Paris, elle est localisée à une trentaine de kilomètres au sud-ouest de la capitale, à proximité du pôle scientifique et technologique de Paris-Saclay. Elle fait partie intégrante du parc naturel régional Haute Vallée de Chevreuse.
Capitale culturelle de la Haute Vallée de Chevreuse, Chevreuse est située à l'est du Pays d'Yveline, et le bourg ainsi que sa vallée sont des hauts lieux de randonnée et de cyclotourisme.
Ses habitants sont appelés les Chevrotins.

## Géographie

### Localisation
La ville de Chevreuse se situe à la limite du département des Yvelines, dans la vallée de Chevreuse, sur les bords de l'Yvette, juste avant la confluence avec le Rhodon. Le territoire communal est inclus dans le parc naturel régional Haute Vallée de Chevreuse. Chevreuse est la dernière commune de la vallée à être incluse dans l'unité urbaine de Paris, en allant vers l'ouest.
Le centre-ville, édifié dans le bas de la vallée, est surmonté sur son flanc nord par le château de la Madeleine.
Chevreuse est la ville siège du parc naturel régional Haute Vallée de Chevreuse, dont le périmètre regroupe 51 communes depuis 2011.
La commune de Chevreuse se trouve à 17 kilomètres au sud de la préfecture des Yvelines, Versailles, et à 19 kilomètres à l'est de la sous-préfecture de Rambouillet. Elle est localisée à 38 kilomètres au sud-ouest de la cathédrale Notre-Dame de Paris, point zéro des routes de France, et à 30 kilomètres au sud-ouest de la porte de Saint-Cloud.

### Hydrographie
L'Yvette est la principale rivière de Chevreuse. Elle traverse la ville d'ouest en est. Elle prend sa source à Lévis-Saint-Nom et se jette dans l'Orge à Épinay-sur-Orge. En entrant en ville, elle est rejointe sur sa rive droite par le ru d'Écosse Bouton, puis en centre-ville, par le ru de la Goutte d'Or.
Son cours est partiellement régulé par un bassin de retenue, en amont de Chevreuse, ainsi que par un bras de dérivation, le canal.
Ce bras de dérivation jalonné de petits ponts, de lavoirs et d'anciennes tanneries est un élément important du patrimoine historique de Chevreuse.

### Hameaux et écarts

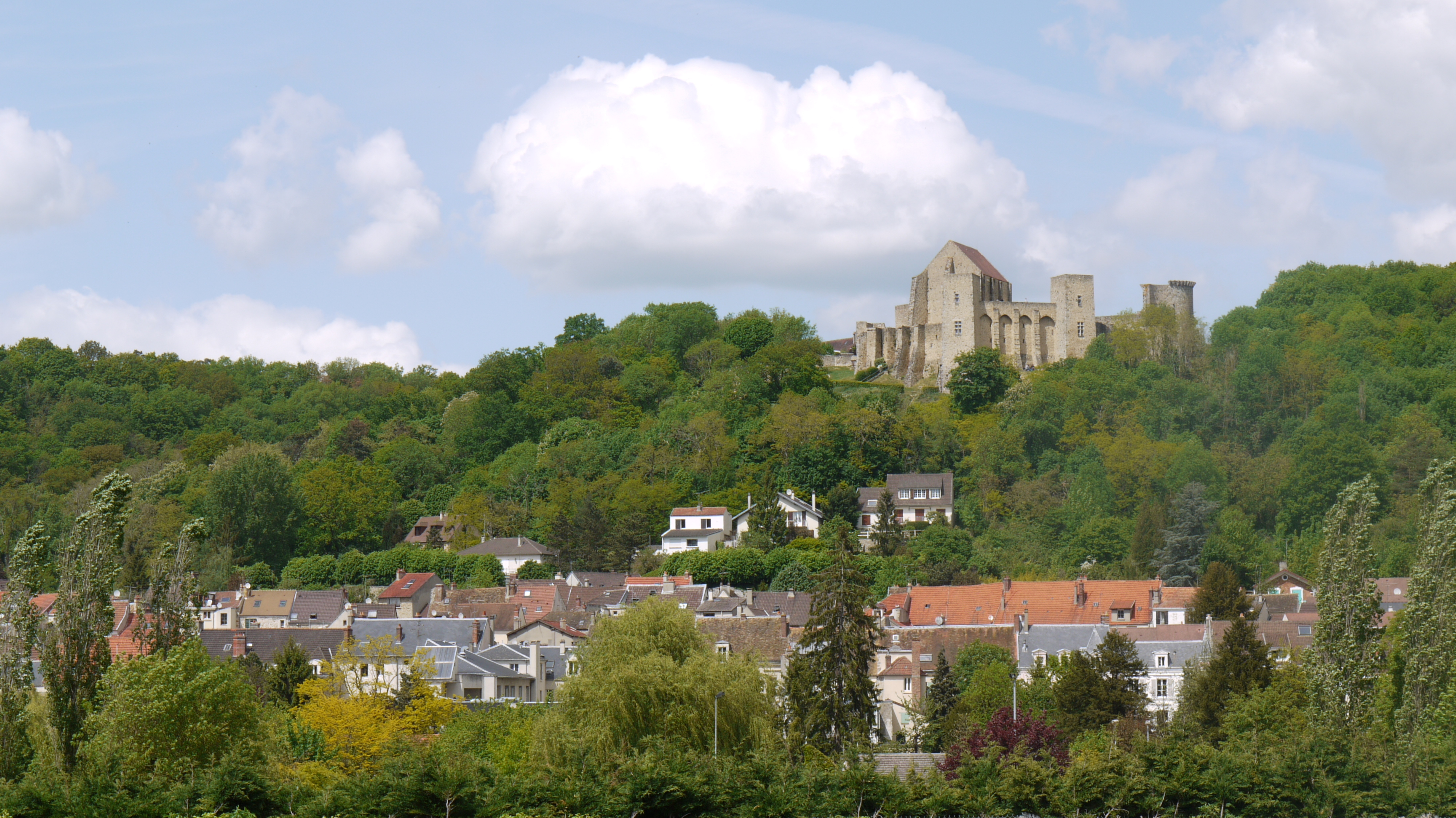
Chevreuse et son château.

Du fait de la vocation historiquement agricole de la commune, les hameaux se sont édifiés généralement autour de grandes fermes, ou de propriétés remarquables : 
- Hautvilliers : sur les hauteurs au nord du château de la Madeleine ;
- Trottigny : sur la route du Mesnil-Saint-Denis ;
- Talou : en allant vers Rambouillet ;
- Jagny : sur les hauteurs à l'ouest de la commune en allant vers Trottigny ;
- Doinvilliers : sur la plaine du château de Méridon.

### Climat
Pour des articles plus généraux, voir Climat de l'Île-de-France et Climat des Yvelines.
En 2010, le climat de la commune est de type climat océanique dégradé des plaines du Centre et du Nord, selon une étude du CNRS s'appuyant sur une série de données couvrant la période 1971-2000. En 2020, Météo-France publie une typologie des climats de la France métropolitaine dans laquelle la commune est exposée à un climat océanique altéré et est dans la région climatique  Sud-ouest du bassin Parisien, caractérisée par une faible pluviométrie, notamment au printemps (120 à 150 mm) et un hiver froid (3,5 °C).
Pour la période 1971-2000, la température annuelle moyenne est de 11,1 °C, avec une amplitude thermique annuelle de 15,1 °C. Le cumul annuel moyen de précipitations est de 665 mm, avec 11 jours de précipitations en janvier et 8 jours en juillet. Pour la période 1991-2020, la température moyenne annuelle observée sur la station météorologique la plus proche, située sur la commune de Choisel à 3 km à vol d'oiseau, est de 11,1 °C et le cumul annuel moyen de précipitations est de 709,1 mm,. Pour l'avenir, les paramètres climatiques de la commune estimés pour 2050 selon différents scénarios d'émission de gaz à effet de serre sont consultables sur un site dédié publié par Météo-France en novembre 2022.
| Mois                                  | jan.             | fév.             | mars           | avril         | mai           | juin           | jui.           | août          | sep.         | oct.          | nov.            | déc.             | année      |
| ------------------------------------- | ---------------- | ---------------- | -------------- | ------------- | ------------- | -------------- | -------------- | ------------- | ------------ | ------------- | --------------- | ---------------- | ---------- |
| Température minimale moyenne (°C)     | 1,3              | 1                | 3,1            | 5             | 8,4           | 11,4           | 13,2           | 13            | 10,1         | 7,4           | 4,1             | 1,6              | 6,6        |
| Température moyenne (°C)              | 4                | 4,4              | 7,5            | 10,1          | 13,8          | 17             | 19,2           | 19            | 15,4         | 11,6          | 7,2             | 4,2              | 11,1       |
| Température maximale moyenne (°C)     | 6,7              | 7,7              | 11,9           | 15,3          | 19,2          | 22,6           | 25,1           | 25            | 20,8         | 15,8          | 10,4            | 6,9              | 15,6       |
| Record de froid (°C) date du record   | −14,2 14.01.1979 | −13,5 07.02.1991 | −10,4 13.03.13 | −4,5 15.04.19 | −1 07.05.1997 | 2,2 04.06.1991 | 4,9 19.07.1974 | 4,3 21.08.14  | 1,8 30.09.12 | −4 30.10.1997 | −9,5 24.11.1998 | −10,6 29.12.1996 | −14,2 1979 |
| Record de chaleur (°C) date du record | 15,5 27.01.03    | 18,5 24.02.1990  | 24 29.03.1989  | 28 21.04.18   | 31,6 28.05.17 | 36,4 27.06.11  | 37,5 01.07.15  | 39,5 06.08.03 | 33 05.09.13  | 28,5 03.10.11 | 21 08.11.15     | 16,5 07.12.00    | 39,5 2003  |
| Précipitations (mm)                   | 61,4             | 51,7             | 51,5           | 48,9          | 67,8          | 61,5           | 52,4           | 56,3          | 51,6         | 65,8          | 64,7            | 75,5             | 709,1      |

## Urbanisme

### Typologie
Au 1er janvier 2024, Chevreuse est catégorisée centre urbain intermédiaire, selon la nouvelle grille communale de densité à sept niveaux définie par l'Insee en 2022.
Elle appartient à l'unité urbaine de Paris, une agglomération inter-départementale regroupant 407  communes, dont elle est une commune de la banlieue,,. Par ailleurs, la commune fait partie de l'aire d'attraction de Paris, dont elle est une commune de la couronne,. Cette aire regroupe 1 929 communes,.

### Occupation des sols
Le tableau ci-dessous présente l'occupation des sols de la commune en 2018, telle qu'elle ressort de la base de données européenne d’occupation biophysique des sols Corine Land Cover (CLC).
| Type d’occupation                             | Pourcentage | Superficie (en hectares) |
| --------------------------------------------- | ----------- | ------------------------ |
| Tissu urbain discontinu                       | 12,9 %      | 176                      |
| Équipements sportifs et de loisirs            | 1,9 %       | 26                       |
| Terres arables hors périmètres d'irrigation   | 26,5 %      | 360                      |
| Prairies et autres surfaces toujours en herbe | 11,2 %      | 152                      |
| Forêts de feuillus                            | 47,5 %      | 647                      |
| Source : Corine Land Cover                    |             |                          |

### Transports et voies de communications

#### Réseau routier
- La principale route qui traverse la commune est la route départementale 906 qui mène, vers l'est, à Saint-Rémy-lès-Chevreuse et Gif-sur-Yvette dans le département de l'Essonne et, vers le sud-ouest, à Cernay-la-Ville. Il s'agit, historiquement, d'un tronçon de l'ancienne route nationale 306 déclassée au milieu des années 1990, et qui reliait Paris - Porte de Châtillon à Rambouillet et Chartres.
- À Chevreuse commence la route départementale 58 qui conduit vers l'ouest à Dampierre-en-Yvelines ainsi que la route départementale 13 qui conduit au nord-ouest vers Maurepas.
- Une voirie partagée entre les piétons et les cyclistes éclairée permet de relier la gare de Saint-Rémy-lès-Chevreuse au centre-ville de la commune de Chevreuse : la piste cyclable du "Chemin des Regains".
- La commune est située à 11 kilomètres du Christ-de-Saclay, où passe la route nationale 118 qui permet un accès routier rapide vers Paris et la petite couronne (sortie 8 Aéroport de Toussus-le-Noble, Saclay, Gif-sur-Yvette).

#### Transports en commun
- Le centre-ville est situé à 3 kilomètres de la gare de Saint-Rémy-lès-Chevreuse, sur la ligne  , terminus sud de cette même ligne. La gare est exploitée par la RATP et se trouvait par le passé sur la ligne de Sceaux, édifiée en 1867 pour la section Orsay / Limours. La section entre Saint-Rémy et Limours est fermée depuis 1939.

La ligne   permet de desservir depuis Saint-Rémy-lès-Chevreuse, notamment les gares d'Orsay-Ville, de Massy - Palaiseau, de Denfert-Rochereau, de Saint-Michel - Notre-Dame, de Châtelet - Les Halles, de Paris - Gare du Nord et de l'Aéroport Roissy Charles-de-Gaulle 2 TGV.
- Le réseau de bus Centre et Sud Yvelines dispose de neuf lignes de bus qui relient Chevreuse au reste de la ville et aux communes alentour. Il s'agit des lignes 5330 (ligne reliant Saint-Rémy-lès-Chevreuse à Rambouillet), 5331 (ligne reliant Saint-Rémy-lès-Chevreuse à la Cernay-la-Ville), 5330 (ligne en heure de pointe reliant Saint-Rémy-lès-Chevreuse à la Rambouillet), 5340 (ligne reliant Saint-Rémy-lès-Chevreuse à Chevreuse), 5347 (ligne reliant Saint-Rémy-lès-Chevreuse à la gare de La Verrière), [[Réseau de bus Centre et Sud Yvelines#Ligne 5337|5337] (ligne reliant Saint-Rémy-lès-Chevreuse à la gare des Essarts-le-Roi), 5313 (ligne reliant Chevreuse à Montigny-le-Bretonneux), 5227 (ligne scolaire) et 5228 (ligne scolaire vers le lycée de Gif-sur-Yvette)[réf. nécessaire].
- La nuit, la ligne Noctilien N122 dessert la gare de Saint-Rémy-lès-Chevreuse, située à proximité de Chevreuse, depuis Châtelet - Les Halles, le Quartier latin et la Porte d'Orléans suivant ainsi le trajet de la ligne B du RER[réf. nécessaire].

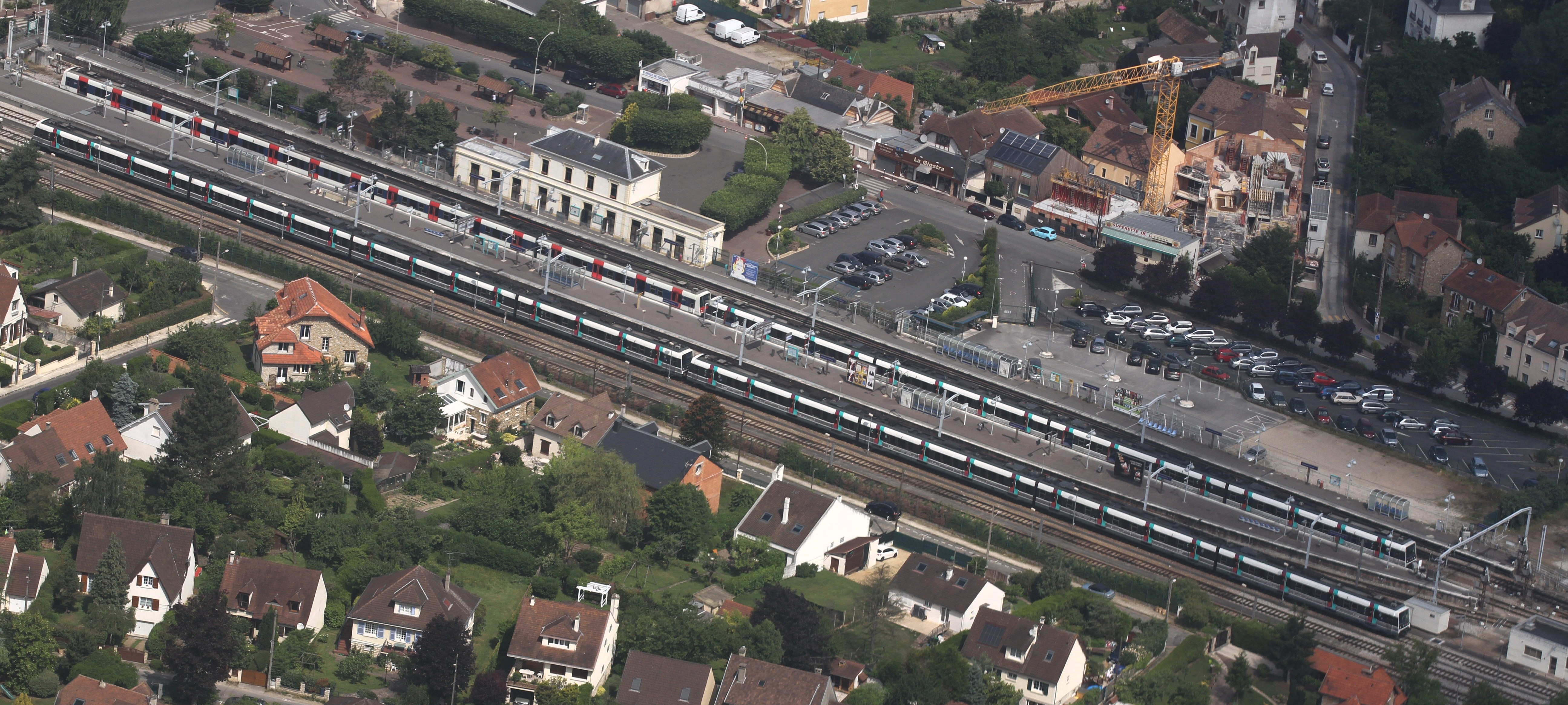
Gare de Saint-Rémy-lès-Chevreuse.
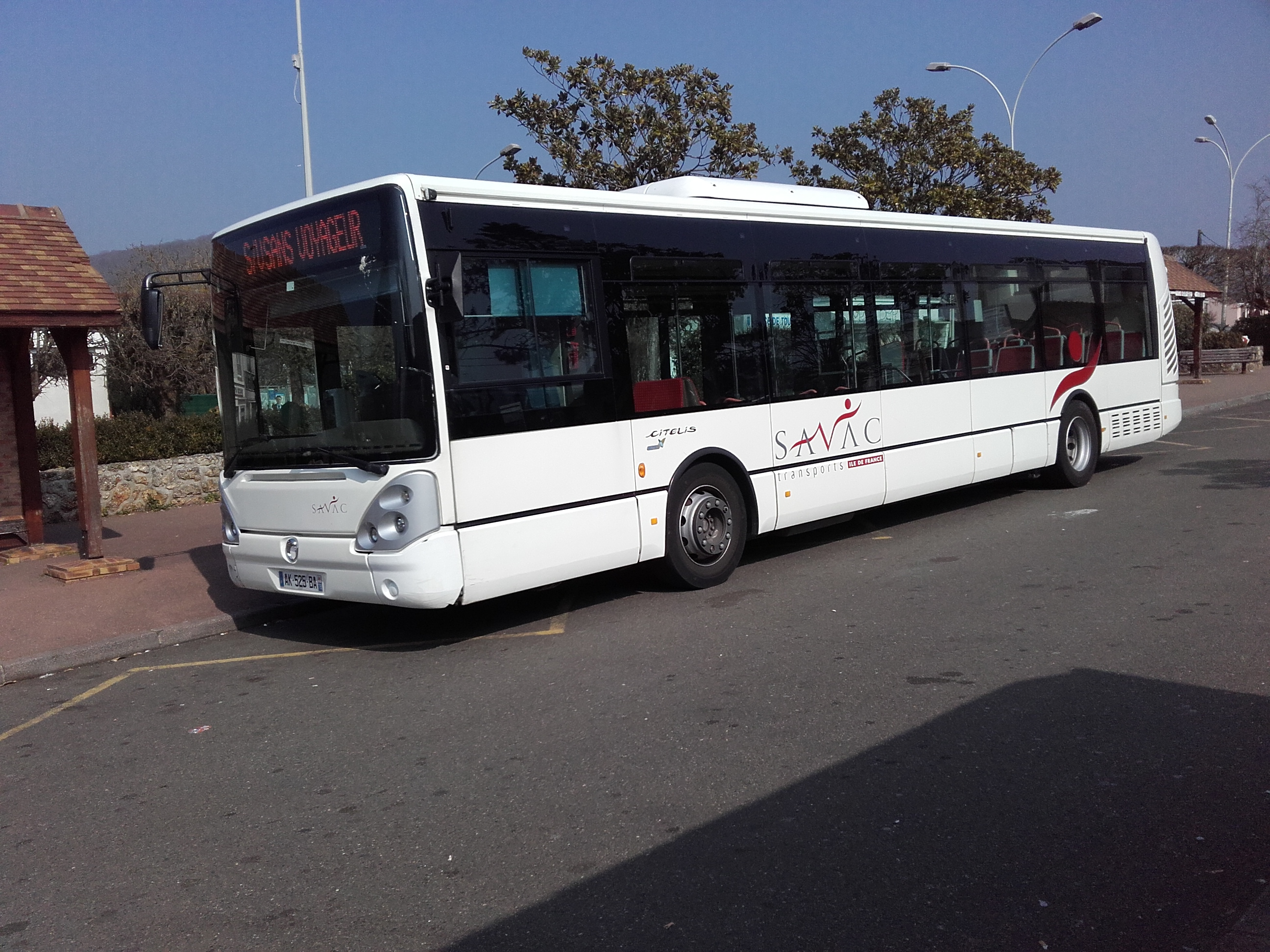
Ligne de la SAVAC.

#### Transport aérien
- L'aéroport de Roissy-Charles-de-Gaulle est accessible directement depuis la ligne B du RER et l'aéroport d'Orly est atteignable via la gare d'Antony et une correspondance par l'Orlyval.
- L'aéroport de Toussus-le-Noble, un des grands aéroports d'affaires de la région parisienne[13], est situé à 9 kilomètres de Chevreuse.

## Toponymie
Le nom de la localité est attesté sous les formes Cavrosa en 980, Carrovia, Caprovia au Xe siècle, Caprosa en 1031, Cabrosa en 1198, Chevreuse en 1190, Caprosia au XIIIe siècle, Cabrosia en 1208, Caprosium, capresiae, Chevrose, Chevrosse.
Son nom provient de l'agglutination du mot capra et du suffixe osa qui signifie : l'« endroit où l'on élève des chèvres », dans le sens où la pauvreté du sol ne pouvait convenir qu’à des animaux peu exigeants,. Située sur le cours de l'Yvette, Chevreuse possédait de nombreuses tanneries qui travaillaient le cuir souple des chevreaux jusqu'aux années 1980.

## Histoire

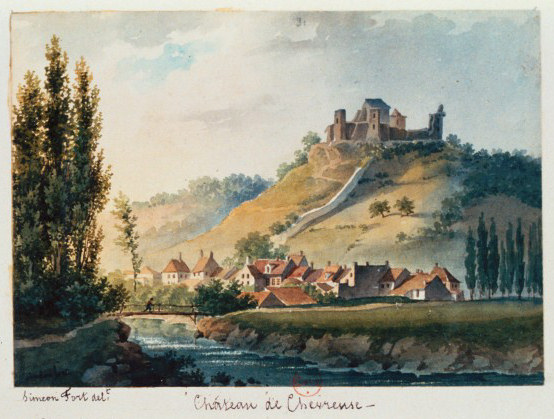
Château de la Madeleine.

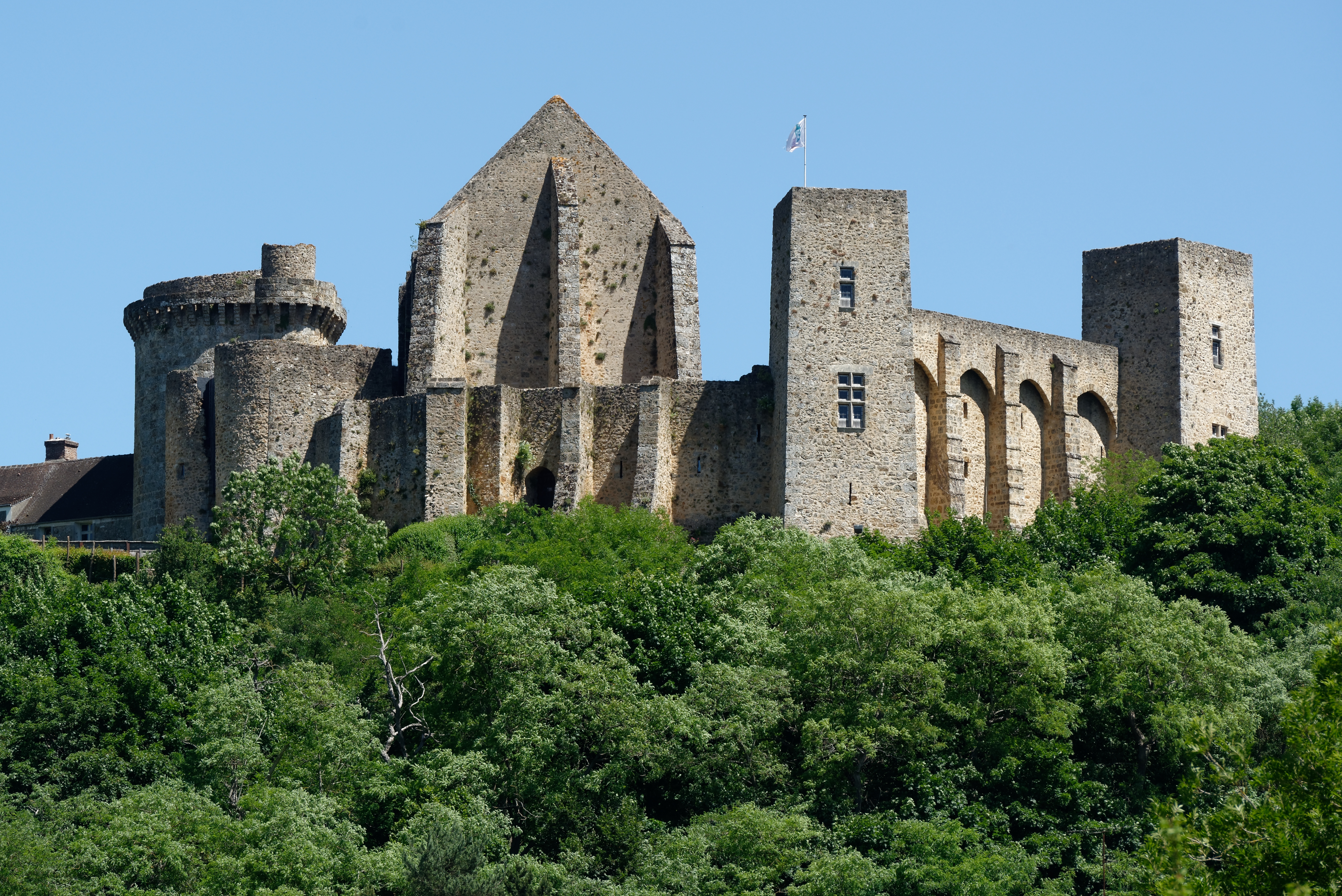
Château de la Madeleine.

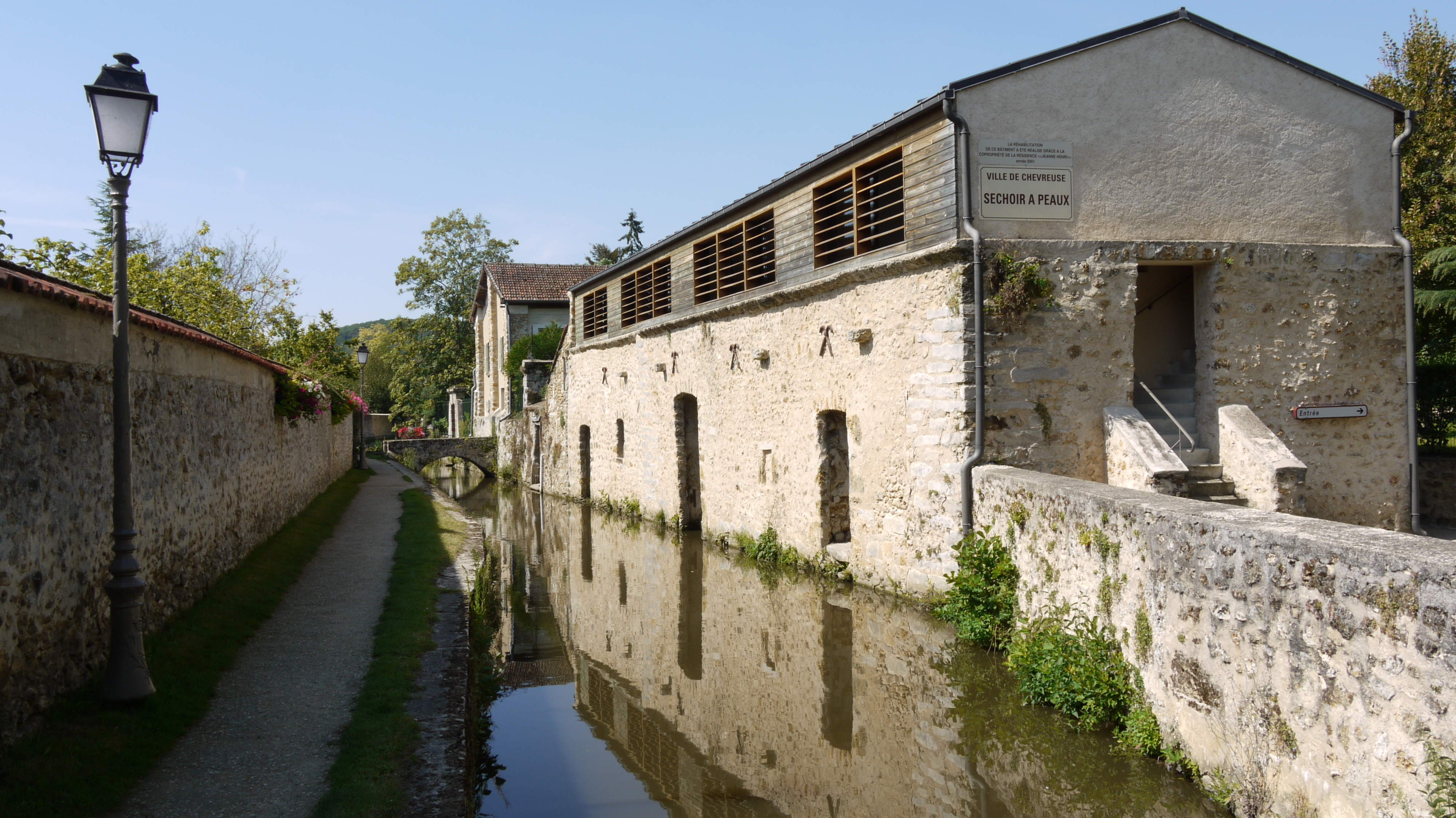
Les eaux d'un bras de l'Yvette sont utilisés par les tanneurs à partir du Moyen Âge.

Le château de la Madeleine de Chevreuse était jadis un des châteaux les plus forts des environs de Paris.

### Un village intimement lié à son château et à ses seigneurs
- Au XIe siècle, Guy Ier, seigneur de Chevreuse, commence l'édification d'un château fort qui domine le village, le château de la Madeleine. On lui doit sans doute le donjon construit de 1030 à 1090 qui, à l'époque, était entouré d'une palissade de bois. Les murailles n'apparaîtront qu'au XIIe siècle probablement vers 1146. Le village grossit. On y pratique la draperie, puis la tannerie. Le village sera par la suite protégé par une enceinte.
- Au début du XIIe siècle, un seigneur de Chevreuse soutint plusieurs guerres contre Louis le Gros et le comte de Montfort l'Amaury.
- En 1304, un seigneur de Chevreuse sous Philippe le Bel portait l'oriflamme à la bataille de Mons-en-Pévèle en Flandre.
- En 1306 et 1308, le roi Philippe le Bel fit étape à Chevreuse[21].
- En 1356, Ingebert Ier, seigneur de Chevreuse, est fait prisonnier à la bataille de Poitiers aux côtés du roi de France Jean II le Bon[22]
- En 1366, Pierre de Chevreuse, conseiller du roi de France rachète le château et les terres pour 4800 francs or et lance de grandes travaux de rénovations avec notamment la connexion entre les fortifications urbaines et le château[22].
- Vers 1417, le seigneur de Chevreuse prend le parti des Bourguignons qui investirent le château. La ville et la forteresse sont reprises la même année par Tanneguy III du Chastel, chambellan du roi Charles VI et prévôt de Paris, chargé de l'ordre dans la région de Paris chassa les Bourguignons de Chevreuse[22].
- Pendant la guerre de Cent Ans, le château est occupé par les Anglais une vingtaine d'année qui servit pour faire entrer à Paris les troupes de Henri, roi d'Angleterre[22].
- Chevreuse se rend aux troupes de Charles VII en 1438[22].
- Avec l'aide financière du roi, Nicolas de Chevreuse lança des réparations. En récompense de ses services la seigneurie fut érigée en baronnie en 1460[22]
- Jean de Brosse dit de Bretagne, duc d’Étampes et époux de la favorite sus nommée l’acquit en 1550.
- En 1551, Dampierre et le duché de Chevreuse sont achetés par le cardinal de Lorraine. Dampierre devient la résidence des ducs de Chevreuse.
- En 1555, la résidence des ducs de Chevreuse fut érigée en duché-pairie.
- Au XVIIe siècle, vers 1661, Jean Racine supervisa des modifications du donjon, sous l'œil de son oncle régisseur, pour le compte du duc de Luynes[23] ; le chemin qui va de l’abbaye de Port-Royal des Champs jusqu’au centre-ville de Chevreuse en passant par le château de la Madeleine a été baptisé de son nom en 1939[24]. La rue qui permet d'accéder au château et qui est appelée « la côte de la Madeleine » est officiellement dénommée le « Chemin de la butte des vignes » car le coteau exposé au sud, sous le château de la Madeleine, était couvert de vignes jusqu'à l'arrivée du phylloxera en 1860[réf. nécessaire].
- En 1693, Louis XIV acquiert le duché dans le but d'agrandir son parc de Versailles, mais finit par le céder aux Dames de Saint-Cyr, auxquelles ce domaine appartient jusqu'à la Révolution.
- Au cœur du château de la Madeleine a été édifiée au XXe siècle la maison du parc naturel régional Haute Vallée de Chevreuse, lui-même créé en 1985 et dont l’architecture moderne s'insère dans la cour intérieure tout en utilisant des salles anciennes, grâce à l’utilisation de la meulière.

### Le reste du village
- En 1382 a lieu l'aveu pour la possession de la terre de Méridon. Une maison et un ancien château et ponts-levis seront édifiés dans les années qui suivirent. Le fief de Méridon dépendait alors de la châtellenie de Chevreuse[25]. Ce domaine sera par la suite détruit puis reconstruit au XIXe siècle pour devenir le château de Méridon dans un style néo-Renaissance. Racheté en 1908 par le marquis de Breteuil, il est vendu en 1946 à une association néerlandaise. Il est revenu propriété privée en 2013.
- Le village de Chevreuse, capitale culturelle de la Haute Vallée de la Chevreuse, s'est développé au fil des temps, notamment par le biais de l'agriculture d'élevage. Les hauteurs environnant Chevreuse ont été parcourus par des troupeaux de chèvres pendant des siècles, d'où le nom de la ville. Leur cuir était autrefois tanné, et ce jusque dans les années 1980, d'où un développement du bourg le long de l'Yvette avec la présence de tanneries et de moulins à écorces, encore partiellement visibles aujourd'hui[26]. La paroisse de Saint-Martin date du XIIe siècle.
- Le 22 août 1944, vers 6 h 30, la compagnie allemande qui occupe Chevreuse se replie. La Poste et la mairie sont occupées par les FFI. Le 24 août, à 7 h 30, les premiers blindés de la 2e division blindée du maréchal Leclerc entrent à Chevreuse. Il s'agit du groupement tactique Langlade[27], qui est en provenance de Rambouillet et qui va regagner par la suite le plateau de Saclay, puis Jouy-en-Josas, Clamart, le fort d'Issy et enfin la porte de Saint-Cloud. Le 25 août, des patrouilles sont organisées dans les bois de la vallée de Chevreuse afin de procéder au nettoyage des dernières unités allemandes.

## Politique et administration

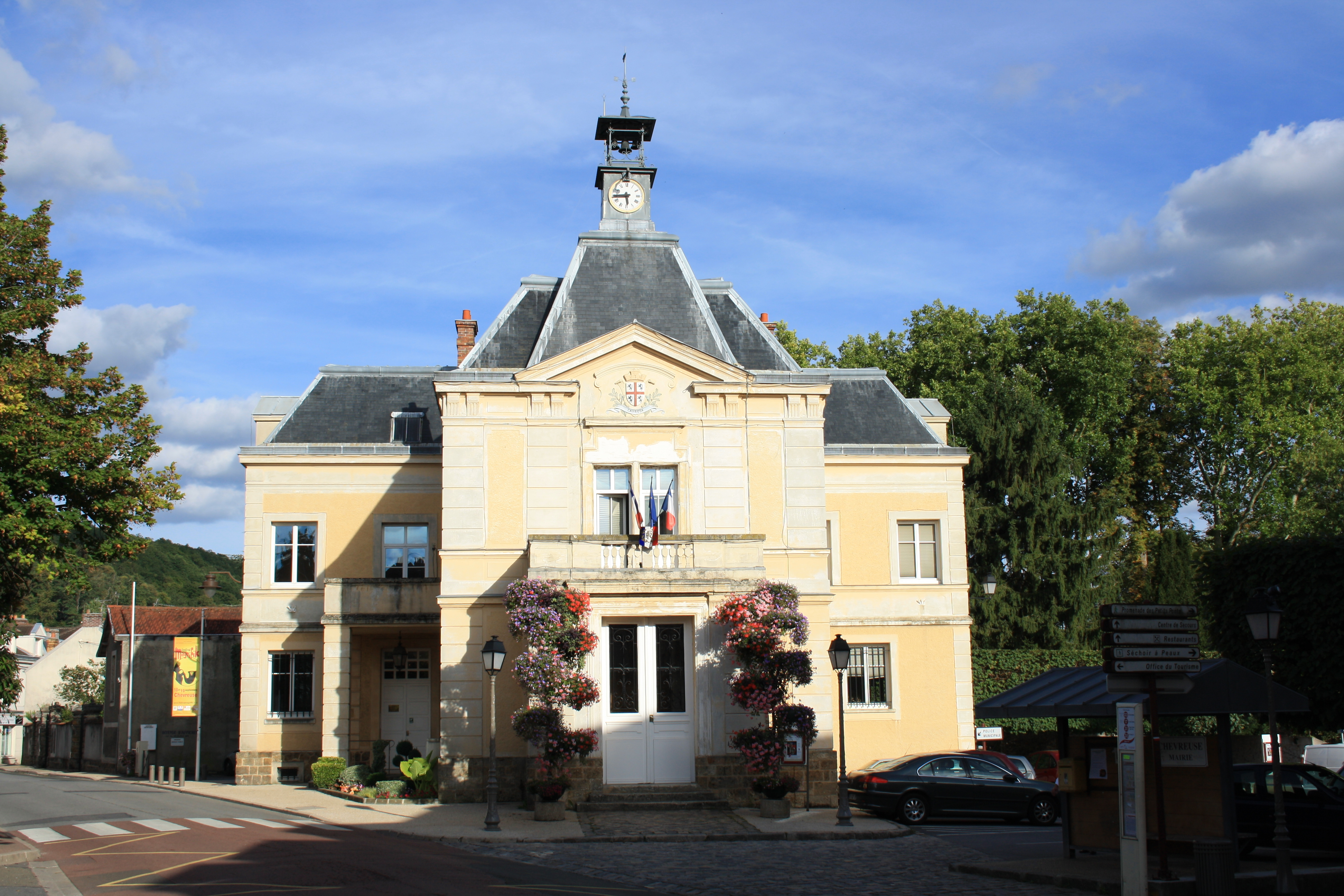
Mairie de Chevreuse.

### Rattachements administratifs et électoraux
Rattachements administratifs
Antérieurement à la loi du 10 juillet 1964, la commune faisait partie du département de Seine-et-Oise. La réorganisation de la région parisienne en 1964 fit que la commune appartient désormais au département des Yvelines et à son arrondissement de Rambouillet, après un transfert administratif effectif au 1er janvier 1968.
Elle était depuis 1793 le chef-lieu du canton de Chevreuse de Seine-et-Oise puis des Yvelines. Dans le cadre du redécoupage cantonal de 2014 en France, cette circonscription administrative territoriale a disparu, et le canton n'est plus qu'une circonscription électorale.
L’organisation juridictionnelle rattache les justiciables de Chevreuse au tribunal judiciaire de Versailles et au tribunal administratif de Versailles, tous rattachés à la cour d'appel de Versailles.
Le siège du parc naturel régional Haute Vallée de Chevreuse est par ailleurs situé dans le château de la Madeleine.
Rattachements électoraux
Pour les élections départementales, la commune fait partie depuis 2014 du canton de Maurepas.
Pour l'élection des députés, Chevreuse fait partie de la deuxième circonscription des Yvelines.

### Intercommunalité

Logo de la CCHVC.

La commune est membre de la communauté de communes de la Haute Vallée de Chevreuse (CCHVC), un établissement public de coopération intercommunale (EPCI) à fiscalité propre créé le 1er janvier 2013 et auquel la commune a transféré un certain nombre de ses compétences, dans les conditions déterminées par le code général des collectivités territoriales, et dont le siège est situé à Dampierre-en-Yvelines.
En 2021, la commune fait également partie avec 10 autres communes du SIVOM de la région de Chevreuse créé en 1968 et dont le siège est situé dans la commune. Sa compétence concerne des équipements culturels, sportifs ou d'enseignement maternel et élémentaire.

### Tendances politiques et résultats
Élections présidentielles
Résultats des deuxièmes tours :
- Élection présidentielle de 2007[33] : 62,30 % pour Nicolas Sarkozy (UMP), 37,70 % pour Ségolène Royal (PS). Le taux de participation était de 87,56 %.
- Élection présidentielle de 2012[34] : 58,11 % pour Nicolas Sarkozy (UMP), 41,89 % pour François Hollande (PS). Le taux de participation était de 84,28 %.
- Élection présidentielle de 2017[35] : 80,18 % pour Emmanuel Macron (REM), 19,82 % pour Marine Le Pen (FN). Le taux de participation était de 80,09 %.
- Élection présidentielle de 2022[36] : 74,78 % pour Emmanuel Macron (LREM), 25,22 % pour Marine Le Pen (FN). Le taux de participation était de 78,01 %.

Élections législatives
Résultats des deuxièmes tours ou des deux meilleurs scores si premier tour :
- Élections législatives de 2007[37] : 59,31 % pour Valérie Pécresse (UMP), 18,05 % pour Véronique Fafin (PS). Le taux de participation était de 66,47 %.
- Élections législatives de 2012[38] : 60,54 % pour Valérie Pécresse (UMP), 39,46  % pour Jacques Lollioz (PS). Le taux de participation était de 61 %.
- Élections législatives de 2017[39] : 58,95 % pour Jean-Noël Barrot (LREM), 41,05 % pour Pascal Thévenot (LR). Le taux de participation était de 50,57 %.
- Élections législatives de 2022[40] : 66,40 % pour Jean-Noël Barrot (Ensemble), 33,60 % pour Maïté Carrive-Bedouani (NUPES). Le taux de participation était de 57,37 %.
- Élections législatives de 2024[41] : 	73,77 % pour Jean-Noël Barrot (Ensemble), 26,23 % pour Gaetan Brault (RN). Le taux de participation était de 72,55 %.

Élections européennes
Résultats des deux meilleurs scores :
- Élections européennes de 2009[42] : 37,22 % pour Michel Barnier (UMP), 23,39 % pour Daniel Cohn-Bendit (EÉLV). Le taux de participation était de 50,88 %.
- Élections européennes de 2014[43] : 25,87 % pour Alain Lamassoure (UMP), 14,42 % pour Aymeric Chauprade (FN). Le taux de participation était de 53,28 %.
- Élections européennes de 2019[44] : 33,98 % pour Nathalie Loiseau (LREM), 17,34 % pour Yannick Jadot (EÉLV). Le taux de participation était de 62,06 %.
- Élections européennes de 2024[45] : 22,07 % pour Valérie Hayer (Renaissance), 18,14 % pour Raphaël Glucksmann (Place publique), 62,47 % de participation.

Référendums
- Référendum de 2005 sur la constitution européenne[46] : 66,89 % pour le Oui, 33,11 % pour le Non. Le taux de participation était de 75,53 %.

Élections régionales
Résultats des deux meilleurs scores :
- Élections régionales de 2010[47] : 57,10 % pour Valérie Pécresse (UMP), 42,90 % pour Jean-Paul Huchon (PS). Le taux de participation était de 54,37 %.
- Élections régionales de 2015[48] : 59,43 % pour Valérie Pécresse (UMP), 31,61 % pour Claude Bartolone (PS). Le taux de participation était de 61,04 %.
- Élections régionales de 2021[49] : 57,70 % pour Valérie Pécresse (Union de la droite), 25,91 % pour Julien Bayou (Union de la gauche). Le taux de participation était de 40,98 %.

Élections départementales
Résultats des deux meilleurs scores :
- Élections cantonales de 2008[50] : 56,21 % pour Yves Vandewalle (UMP), 21,62 % pour Bertrand Houillon (PS). Le taux de participation était de 61,65 %.
- Élections départementales de 2015[51] : 65,39 % pour Alexandra Rosetti et Yves Vandewalle (UMP), 34,61 % pour Christine Mercier et Ismaïla Wane (PS). Le taux de participation était de 44,93 %.

Élections municipales
Résultats des deuxièmes tours ou du premier tour si dépassement de 50 % :
- Élections municipales de 2008[52] : 46,79 % pour Claude Génot (DVD), 26,64 % pour Alain Dajean (DVG) et 26,56 % pour Annie Bossard (PS). Le taux de participation était de 64,03 %.
- Au second tour des élections municipales de 2014, la liste UMP-UDI menée par le maire sortant Claude Génot obtient la majorité des suffrages exprimés, avec 1 257 voix (48,53 %, 22 conseillers municipaux élus dont 5 communautaires), devançant les listes menées respectivement par[53]
- Sébastien Cattaneo (DVD, 836 voix, 32,27 %, 5 conseillers municipaux élus dont 1 communautaire) ;
- Didier Lebrun  (DVG, 497 voix, 18,18 %, 2 conseillers municipaux élus).
Lors de ce scrutin, 37,80 % des électeurs se sont abstenus.
- Lors du premier tour des élections municipales de 2020, la liste LR - SL - UDI menée par la maire sortante Anne Hery-Le Pallec — élue en 2017 après le décès de Claude Génot — obtient la majorité absolue des suffrages exprimés, avec 1 014 voix (50,02 %, 22 conseillers municipaux élus dont 6 communautaires), devançant d'une voix la liste DVG menée par Sébastien Cattaneo (1 013 voix, 49,97 %, 7 conseillers municipaux élus, dont 2 communautaires.
Lors de ce scrutin, marqué par la  crise de la pandémie de Covid-19 en France, 49,62 %  des électeurs se sont abstenus[54].

Sébastien Cattaneo a contesté les résultats de ce scrutin. Le tribunal administratif de Versailles a annulé ces élections, jugeant qu'un bulletin en faveur du perdant avant été annulé irrégulièrement, et qu'il y avait égalité parfaite entre les deux listes,. Saisi par la maire invalidée, le Conseil d'État a confirmé cette annulation le 12 mars 2021. Les élections municipales partielles qui ont suivi ont vu le succès de la liste DVD menée par la maire invalidée Anne Héry-Le Pallec, qui obtient 61,94 %  des suffrages exprimés et 24 conseillers municipaux élus, et devance largement celle SE menée par Sébastien Cattaneo, qui a obtenu 38,06 % et 5 sièges de conseillers municipaux.
Lors de ce scrutin, 41,75 % des électeurs se sont abstenus,.

### Liste des maires
| Période                                  | Période   | Identité             | Étiquette | Qualité                                                                                        |
| ---------------------------------------- | --------- | -------------------- | --------- | ---------------------------------------------------------------------------------------------- |
| Les données manquantes sont à compléter. |           |                      |           |                                                                                                |
| ?                                        | 1968      | Maurice Maria        | DVD       | Démissionnaire pour raison de santé                                                            |
| 1968 ?                                   | 1972      | Bernard Gouley       |           | Délégué aux stations régionales de l'ORTF                                                      |
| 1972                                     | mars 1977 | Odette Michaut       | RPR       | Institutrice puis professeure d'histoire-géographie                                            |
| mars 1977                                | mars 1983 | Roger Péralta        | PCF       | Ingénieur                                                                                      |
| mars 1983                                | mars 1989 | Félix Gonzalez       | RPR       | Directeur de société retraité                                                                  |
| mars 1989                                | mars 2005 | Philippe Dugué       | RPR       | Médecin généraliste Décédé en fonction                                                         |
| avril 2005                               | août 2017 | Claude Génot         | UMP → LR  | Industrie Décédé en fonction                                                                   |
| septembre 2017,                          | En cours  | Anne Héry-Le Pallec, | LR        | Ingénieure de formation Élections municipales de 2020 annulées Réélue pour le mandat 2021-2026 |

### Politique de développement durable
La ville fait partie du parc naturel régional Haute Vallée de Chevreuse.

### Distinctions et labels
La ville participe au Concours des villes et villages fleuris et possède deux fleurs[Quand ?].

### Sécurité
La ville dispose[Quand ?] d'une police municipale et d'un système de vidéosurveillance. Un groupement de Gendarmerie nationale et un centre de secours du SDIS des Yvelines sont également implantés dans la commune[réf. nécessaire].

### Jumelages
| Ville | Ville  | Pays | Pays   |
| ----- | ------ | ---- | ------ |
|       | Javein |      | Italie |

## Population et société

### Démographie

#### Évolution démographique
L'évolution du nombre d'habitants est connue à travers les recensements de la population effectués dans la commune depuis 1793. Pour les communes de moins de 10 000 habitants, une enquête de recensement portant sur toute la population est réalisée tous les cinq ans, les populations de référence des années intermédiaires étant quant à elles estimées par interpolation ou extrapolation. Pour la commune, le premier recensement exhaustif entrant dans le cadre du nouveau dispositif a été réalisé en 2005.

En 2022, la commune comptait 5 531 habitants, en évolution de −2,64 % par rapport à 2016 (Yvelines : +2,72 %, France hors Mayotte : +2,11 %).
| 1793  | 1800  | 1806  | 1821  | 1831  | 1836  | 1841  | 1846  | 1851  |
| ----- | ----- | ----- | ----- | ----- | ----- | ----- | ----- | ----- |
| 1 650 | 1 685 | 1 619 | 1 565 | 1 507 | 1 542 | 1 730 | 1 683 | 1 807 |

| 1856  | 1861  | 1866  | 1872  | 1876  | 1881  | 1886  | 1891  | 1896  |
| ----- | ----- | ----- | ----- | ----- | ----- | ----- | ----- | ----- |
| 1 750 | 1 869 | 1 989 | 1 892 | 1 786 | 1 734 | 1 855 | 1 808 | 1 813 |

| 1901  | 1906  | 1911  | 1921  | 1926  | 1931  | 1936  | 1946  | 1954  |
| ----- | ----- | ----- | ----- | ----- | ----- | ----- | ----- | ----- |
| 1 826 | 1 933 | 1 949 | 1 767 | 1 893 | 1 917 | 1 971 | 2 114 | 2 339 |

| 1962  | 1968  | 1975  | 1982  | 1990  | 1999  | 2005  | 2006  | 2010  |
| ----- | ----- | ----- | ----- | ----- | ----- | ----- | ----- | ----- |
| 2 744 | 3 409 | 4 186 | 4 811 | 5 027 | 5 364 | 5 722 | 5 693 | 5 768 |

| 2015  | 2020  | 2022  | - | - | - | - | - | - |
| ----- | ----- | ----- | - | - | - | - | - | - |
| 5 667 | 5 572 | 5 531 | - | - | - | - | - | - |

#### Pyramide des âges
En 2018, le taux de personnes d'un âge inférieur à 30 ans s'élève à 32,5 %, soit en dessous de la moyenne départementale (38 %). À l'inverse, le taux de personnes d'âge supérieur à 60 ans est de 26,8 % la même année, alors qu'il est de 21,7 % au niveau départemental.
En 2018, la commune comptait 2 772 hommes pour 2 875 femmes, soit un taux de 50,91 % de femmes, légèrement inférieur au taux départemental (51,32 %).
Les pyramides des âges de la commune et du département s'établissent comme suit.
| Hommes | Classe d’âge | Femmes |
| ------ | ------------ | ------ |
| 0,7    | 90 ou +      | 2,4    |
| 7,2    | 75-89 ans    | 9,4    |
| 16,6   | 60-74 ans    | 17,2   |
| 24,3   | 45-59 ans    | 23,6   |
| 16,4   | 30-44 ans    | 16,9   |
| 17,5   | 15-29 ans    | 14,8   |
| 17,2   | 0-14 ans     | 15,7   |

| Hommes | Classe d’âge | Femmes |
| ------ | ------------ | ------ |
| 0,6    | 90 ou +      | 1,4    |
| 6      | 75-89 ans    | 7,8    |
| 13,5   | 60-74 ans    | 14,8   |
| 20,7   | 45-59 ans    | 20,1   |
| 19,6   | 30-44 ans    | 19,9   |
| 18,5   | 15-29 ans    | 16,8   |
| 21,2   | 0-14 ans     | 19,2   |

### Enseignement
La commune relève de l'Académie de Versailles. Les écoles sont gérées par l’inspection générale de l'inspection départementale de l’Éducation nationale de Versailles.
Deux groupes scolaires sont implantés à Chevreuse : 
- en centre-ville, l'école maternelle Irène-Joliot-Curie et l'école élémentaire Jean-Moulin ;
- en direction de Saint-Rémy-lès-Chevreuse, l'école maternelle Jacques-Prévert et l'école élémentaire Jean-Piaget.

Chevreuse possède également un collège, le collège Pierre-de-Coubertin situé sur le long du chemin des Regains vers Saint-Rémy.
- La scolarité se poursuit au lycée de la Vallée-de-Chevreuse à Gif-sur-Yvette. Des sections internationales sont également implantées à Montigny-le-Bretonneux (École japonaise de Paris) et à Buc (Lycée franco-allemand de Buc).
- Les établissements universitaires sont situés à Paris, Orsay-Bures-Gif, et Versailles Saint-Quentin-en-Yvelines.

### Santé
La ville regroupe de nombreux professionnels de santé. Elle dispose également d'une maison médicale. Chevreuse dépend du groupe hospitalier territorial du Sud Yvelines situé à Versailles, et de l'hôpital André-Mignot de Versailles.

### Cultes
L'église Saint-Martin dépend du diocèse de Versailles et fait partie du groupement paroissial de la Vallée de Chevreuse, qui est lié au doyenné de Rambouillet.
Le culte protestant peut se pratiquer à Dampierre-en-Yvelines, il y a des synagogues aux Ulis et à Montigny-le-Bretonneux, le culte musulman peut se pratiquer à La Verrière et la pagode bouddhiste Trúc Lâm Thiền Viện (vi) est située à Villebon-sur-Yvette.

### Sports

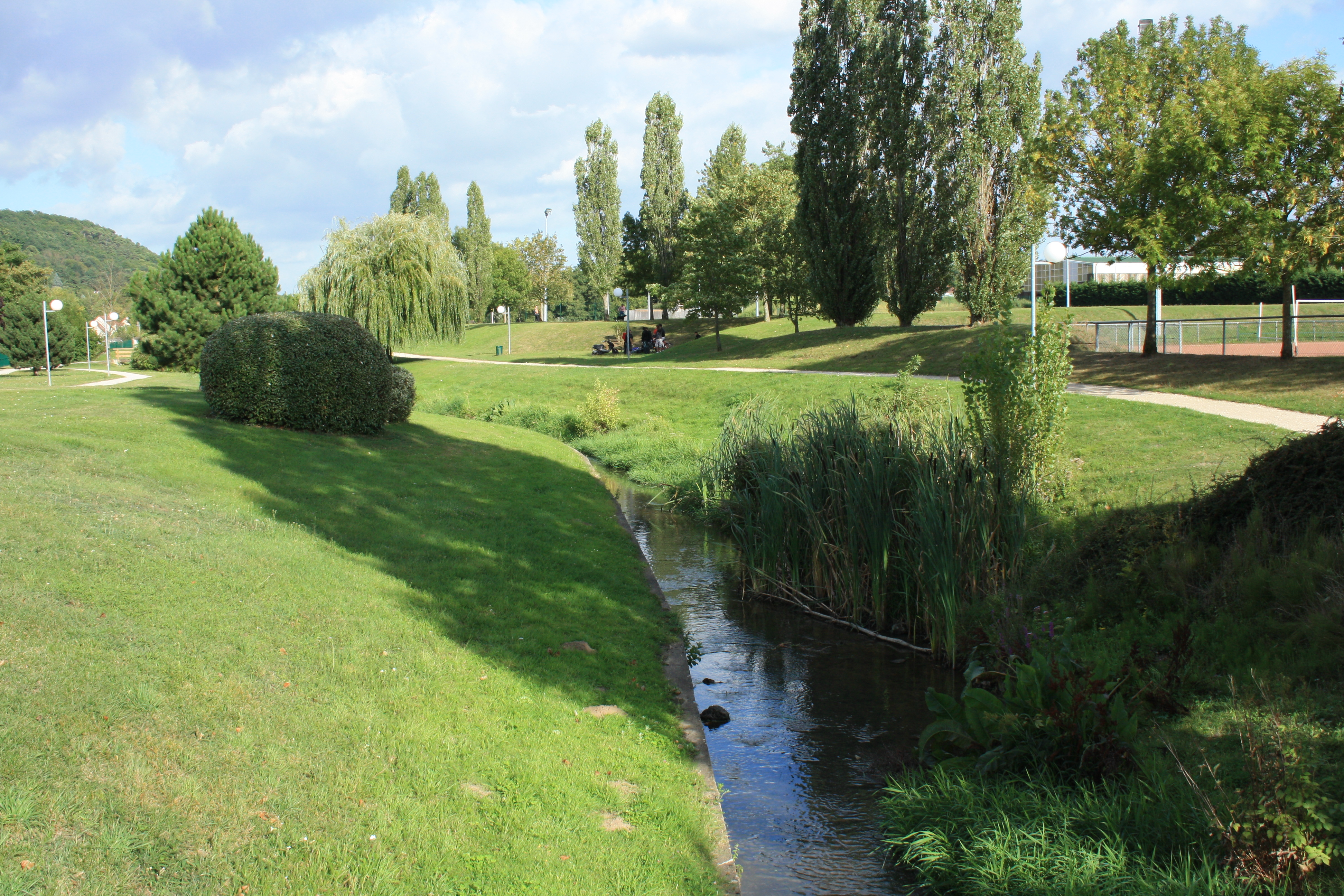
Parc des sports de Chevreuse.

En 2011, Chevreuse a reçu le trophée de la 2e ville la plus sportive des communes de 5 000 à 15 000 habitants des Yvelines, décerné par le Comité départemental olympique et sportif des Yvelines, puis, en 2017, le label « Ville active et sportive » niveau 2, décerné par l'ANDES et le ministère de la Ville, de la Jeunesse et des Sports.
La vie sportive est très développée, et les installations dont disposent la commune sont conséquentes :
- Le centre nautique (piscine + centre de forme), géré par le SIVOM a été inauguré en avril 2011.
- Le parc des Sports propose un terrain d'honneur en herbe avec tribune, deux terrains d'entrainement (herbe et synthétique), six courts de tennis extérieurs, des aires d'athlétisme, couloirs, aires de saut et de lancer, ainsi que deux gymnases multisports.
- Le gymnase Fernand-Léger propose une salle de spectacles, une grande salle qui permet de faire du football en intérieur, du handball ainsi que du tennis ou encore du volley. Il y a également un dojo qui permet de faire tous types d'arts martiaux (judo, ju-jitsu).
- Plusieurs associations sont également localisées dans la commune, notamment :  
  - L'association Loisirs et Culture de la ville de Chevreuse propose également diverses activités sportives telles que la savate (boxe française), le hip-hop, etc.
  - Le Club athlétique de Chevreuse de rugby à XV, dont l'équipe première a évolué en Fédérale 3.
  - Autres associations sportives : gymnastique, équitation, pèche, pétanque, vélo, etc.

### Manifestations culturelles et festivités
Tout au long de l'année, de nombreuses fêtes et animations sont organisées dans la commune :
- mars/avril : Festival Jazz à toute Heure[76].

Initié sous le parrainage du batteur André Ceccarelli, le festival Jazz à toute heure développe un projet culturel d'envergure régionale, grâce à une équipe de bénévoles. Il s'étend sur plusieurs communes du parc naturel régional Haute Vallée de Chevreuse. Entre mars et avril, de nombreux artistes d'origines et de styles les plus divers se produisent dans différentes communes de la région, dans les salles de spectacle ou en plein air autour des lieux remarquables de la vallée.
- avril : Salon du livre organisé par l'association Lirenval, aimer lire en Haute Vallée de Chevreuse[77].
- mai : Mois Racine (concerts, ateliers et expositions).
- mai : carnaval de printemps, avec une parade dans le parc des sports et des loisirs.
- juin : Fête des feux de la Saint-Jean. Savant mélange entre la fête traditionnelle de la Saint-Jean et la fête de la musique. Organisée en centre-ville, la soirée est ponctuée d'animations musicales et d'art de rue, défilé aux lampions et embrasement du grand feu de la Saint-Jean.
- octobre : Sports au village.
- décembre : Fête de Noël.
- mars, septembre, octobre et novembre : brocantes et vides-greniers.

### Équipements culturels

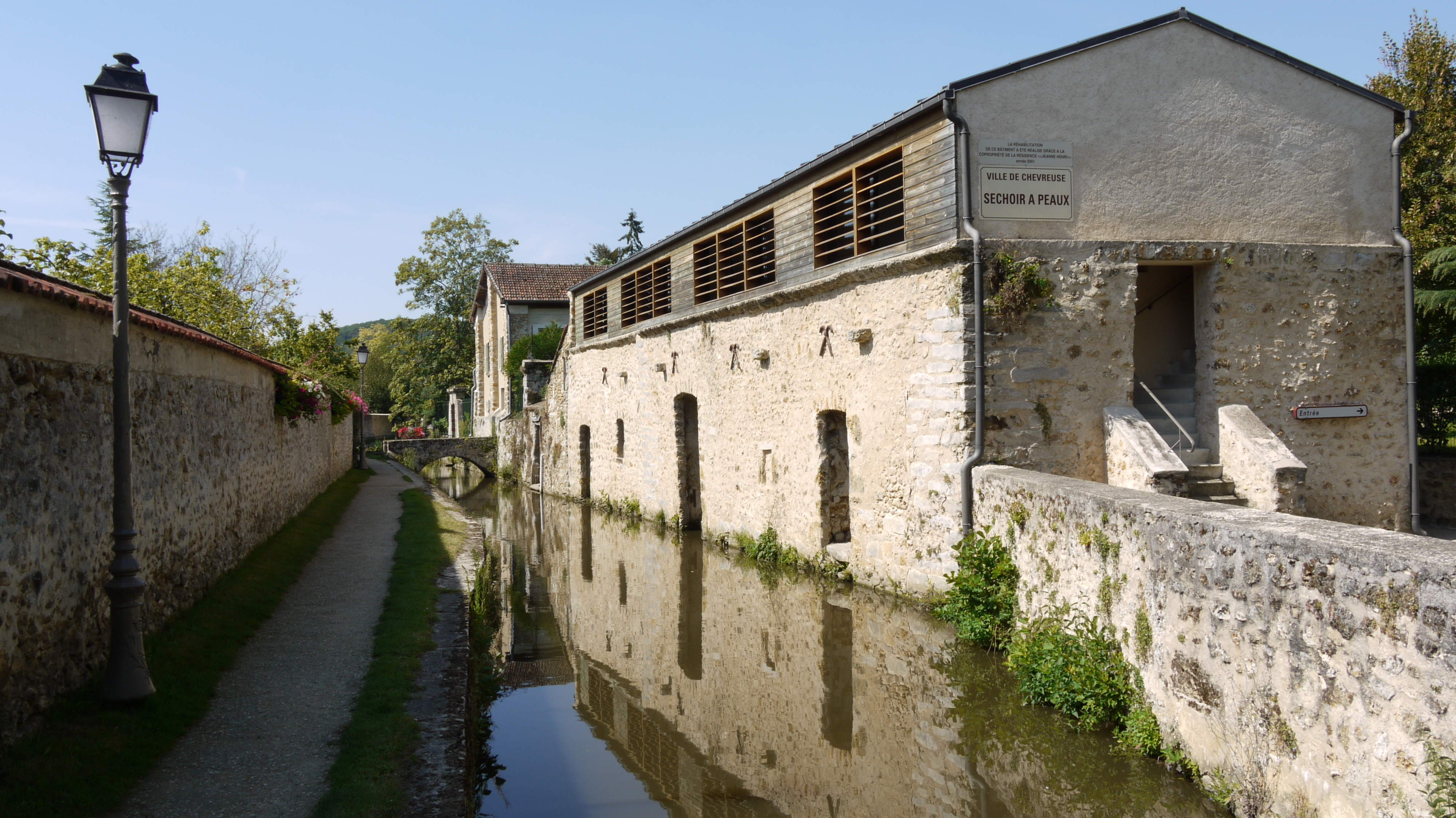
Le Séchoir à peaux.

- La ville abrite le Séchoir à peaux[78], qui accueille des spectacles, des conférences et des événements culturels.
- La bibliothèque Jean-Racine[79] offre des conférences, des parcours artistiques, et des lectures de contes pour les enfants.
- Le Prieuré Saint-Saturnin, édifice le plus ancien de la ville, est aujourd'hui un centre d'art contemporain[80].
- Le Conservatoire de musique et de danse du SIVOM est situé sur la commune, à proximité du centre aquatique[81].

## Économie

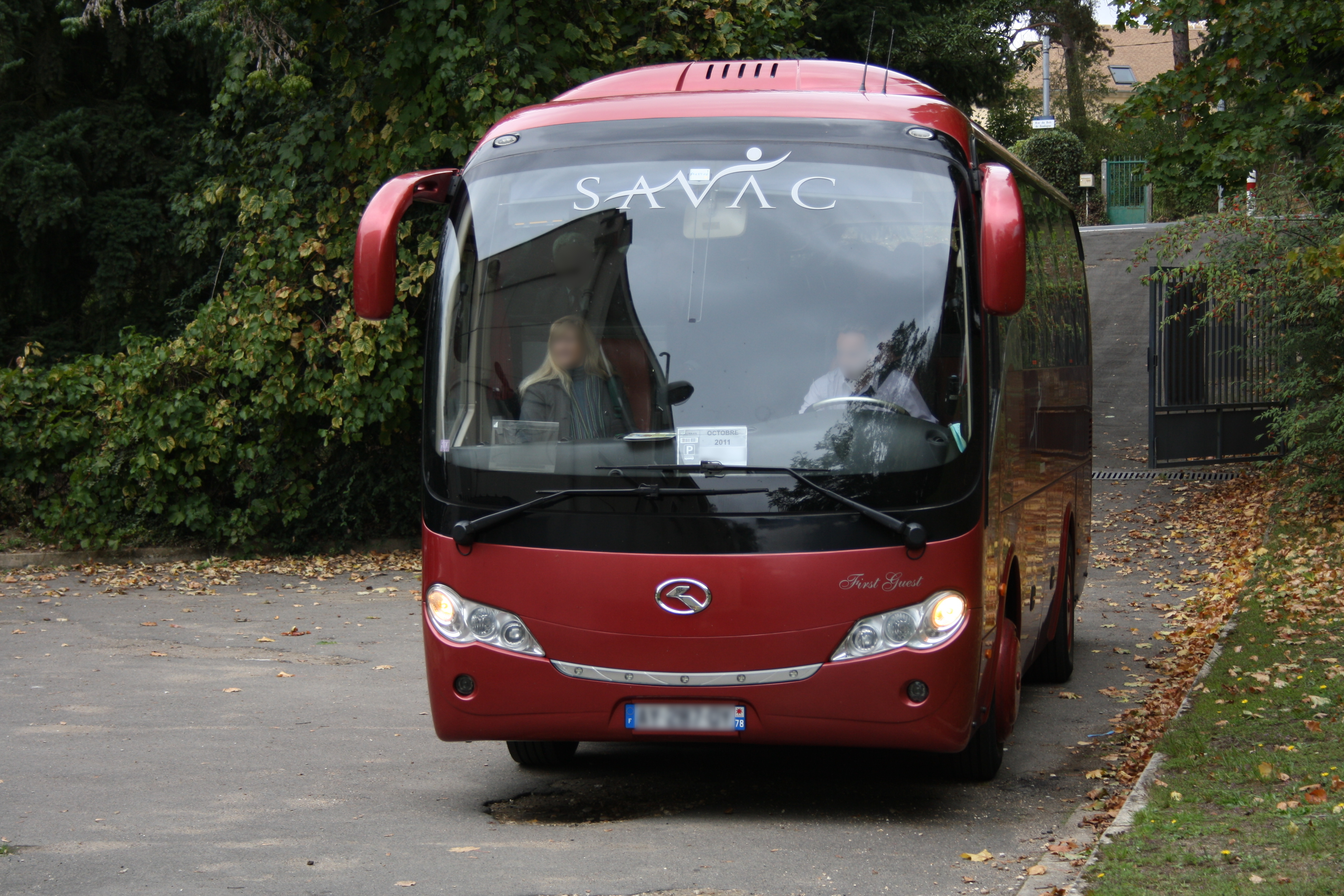
Autocar de la SAVAC.

Commune périurbaine située dans l'aire urbaine de Paris, Chevreuse se situe à proximité de plusieurs bassins d'emplois, notamment à Versailles, à Saint-Quentin-en-Yvelines et sur le plateau de Saclay.
Néanmoins, le commerce et l'artisanat local restent présents en centre-ville, les commerces de bouche, cafés, restaurants, fleuristes y étant en effet bien représentés.
La SAVAC, société de transport par cars dont le siège social est implanté à Chevreuse, emploie 775 personnes pour un chiffre d'affaires de 75,6 millions € (2018). Un dépôt est également situé dans le hameau de Trottigny.

## Culture locale et patrimoine

### Lieux et monuments
- Le prieuré Saint-Saturnin[83] a été édifié au Xe siècle. C'est l'édifice le plus ancien de la ville. Partiellement détruit au cours du temps puis restauré en 2012, il abrite aujourd'hui le musée d'art contemporain de la ville de Chevreuse, et accueille des expositions de peintures et arts plastiques. Les vitraux ont été réalisés par l'artiste plasticien Guy-Rachel Grataloup.
- Le château de la Madeleine[84] date du XIe siècle. Il abrite aujourd'hui la Maison du Parc, accueil et siège du parc naturel régional Haute Vallée de Chevreuse. Le nom château de la Madeleine réside dans le fait que les seigneurs de Chevreuse (chrétiens) ont dédié la chapelle du château à sainte Madeleine et cette dénomination s'est étendue au château lui-même.
- L'église Saint-Martin date du XIIe siècle. Voir aussi : Vitrail de l'Annonciation.
- Le château de Méridon a été construit au XIXe siècle.
- L'ancien Cabaret du Lys au 3 rue Lalande (anciennement rue des Sablons). Racine y fut un habitué en 1661. Aujourd'hui, l'édifice est un lieu d'expositions artistiques géré par l'association Aladin. Il est le point de départ du chemin Jean Racine qui relie la ville au château de la Madeleine et à l'abbaye de Port Royal-des-Champs, à Magny-les-Hameaux.
- La chapelle Saint-Lubin, reconstruite en 1840, remplace l'ancienne chapelle attenante à la ferme de Saint-Lubin dans laquelle se trouvait une léproserie, qui a été successivement tenue par les templiers, les frères mineurs puis les Dames de Saint-Cyr.
- Le séchoir à peaux : ancienne tannerie du XVIIe siècle, restaurée et transformée en salle municipale, lieu d'accueil d'exposition et de concerts.
- Les remparts et tourelles jalonnent la commune et sont à découvrir au détour d'un chemin.

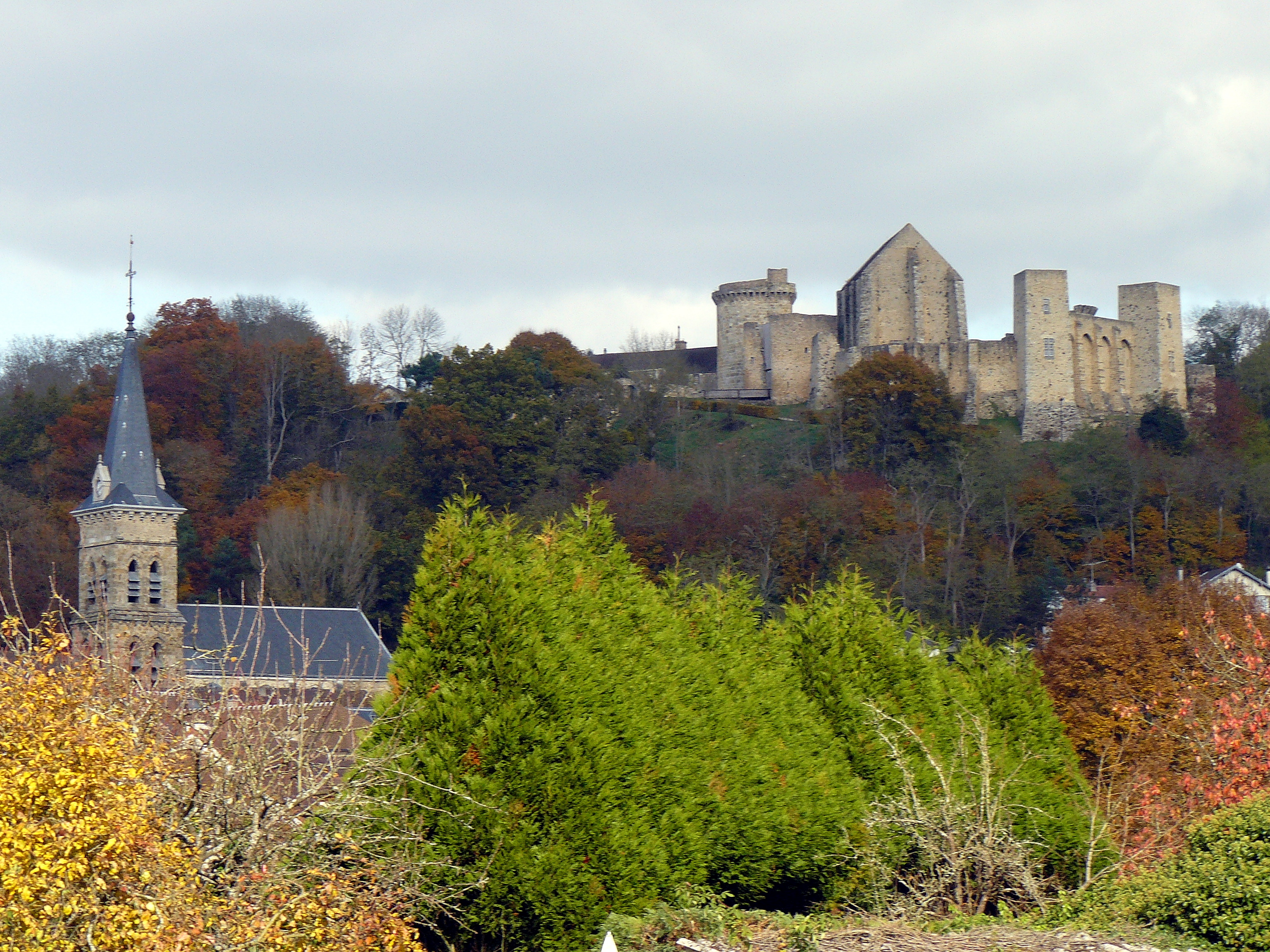
Église Saint-Martin et château de la Madeleine.
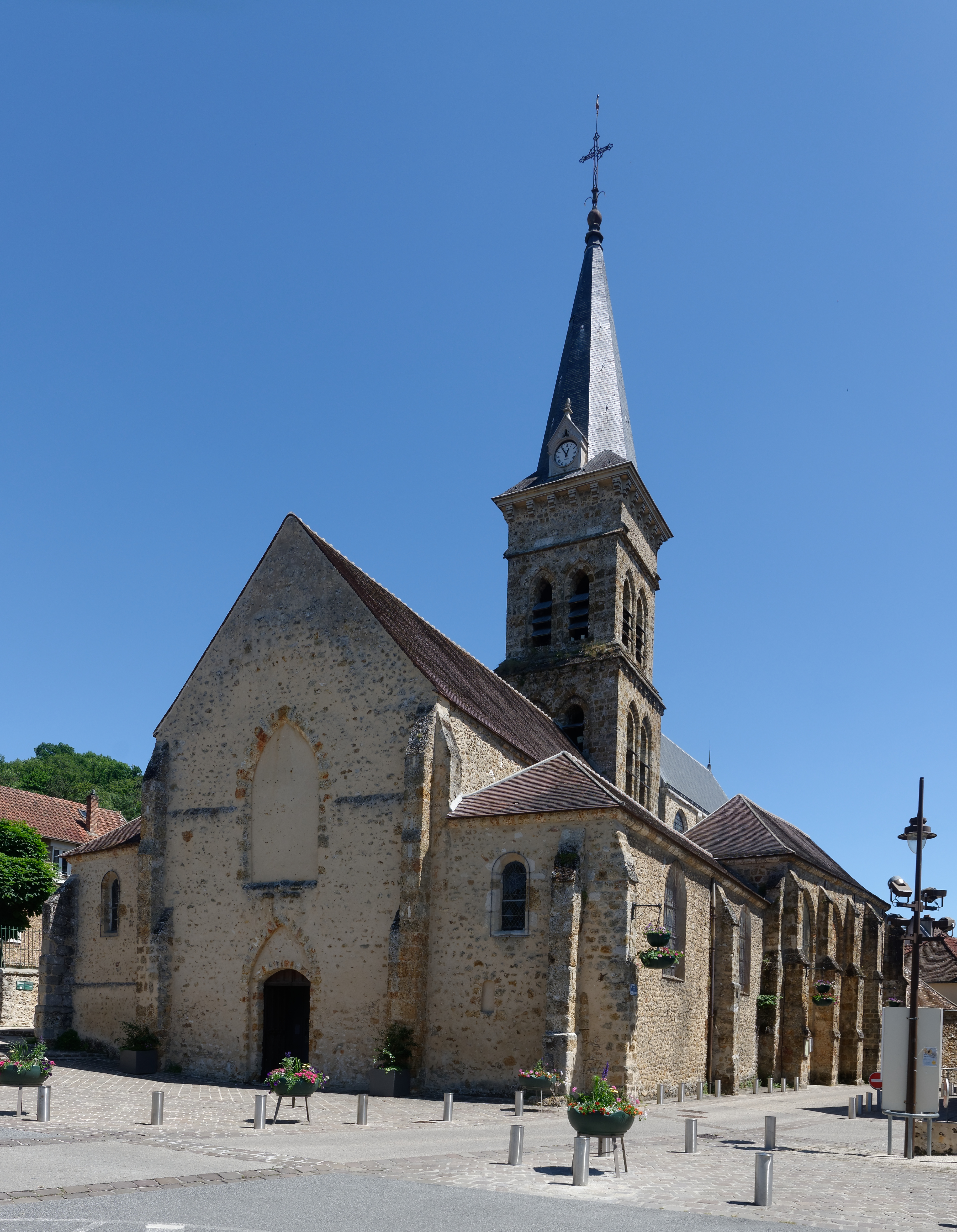
Église Saint-Martin.
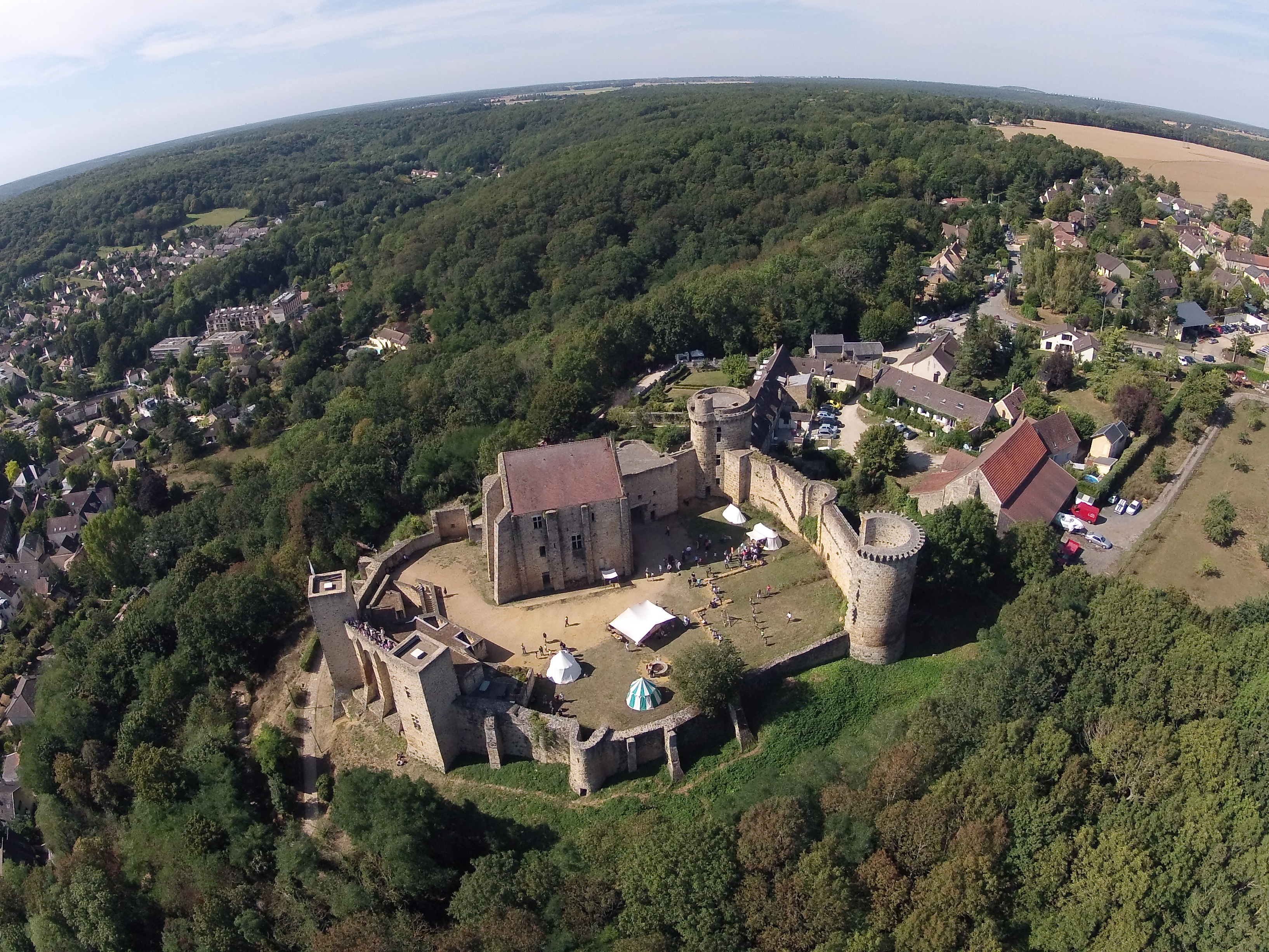
Château de la Madeleine.
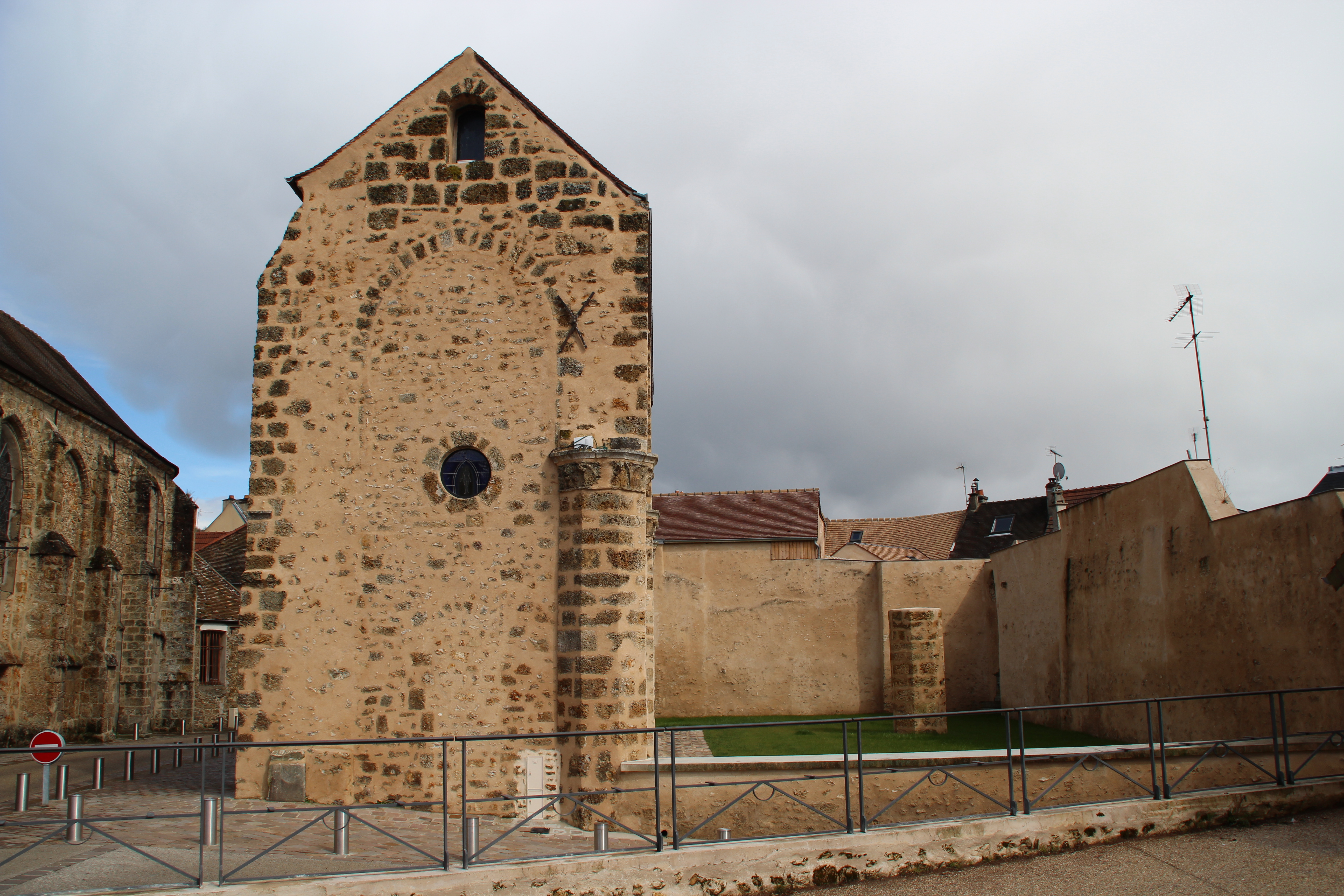
Prieuré Saint-Saturnin.
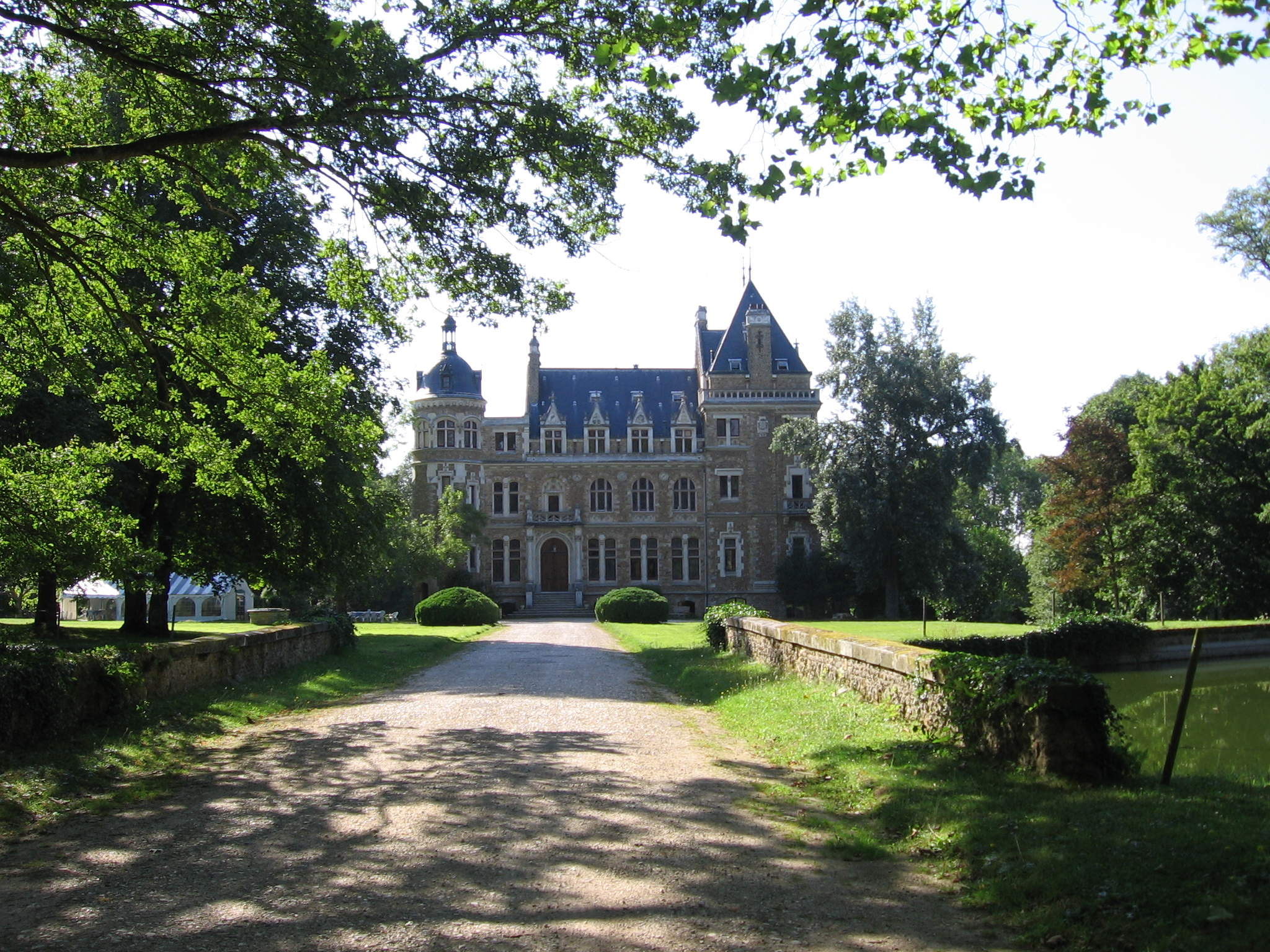
Château de Méridon.

### Patrimoine naturel
- La promenade des Petits-Ponts[85] : chemin pittoresque qui longe le canal, en centre-ville et laisse découvrir les anciens lavoirs et tanneries. Les tanneries étaient si nombreuses que l'Yvette fut dénommée la rivière aux Tanneurs. Sur son cours, fonctionnaient des moulins à écorces[86]. Pas moins de 22 petits ponts la jalonnent, mais aussi des cahutes, barrières fleuries, portillons, jardinets, séchoir à peaux. Les maisons de tanneurs, un métier prééminent à Chevreuse durant plusieurs siècles, s'égrènent le long du chemin. Cette activité déclina au XIXe siècle et la dernière tannerie s'arrêta de fonctionner en 1962. Aujourd'hui le seul vestige de cette industrie très ancienne est le séchoir à peaux réhabilité en salle d'exposition[réf. souhaitée].
- Le chemin Jean-Racine[87], du centre-ville au château de la Madeleine.
- Le parc de la Mare-aux-Canards.
- La forêt départementale de Méridon.
- La forêt du Claireau.
- Le bois de Chevreuse.

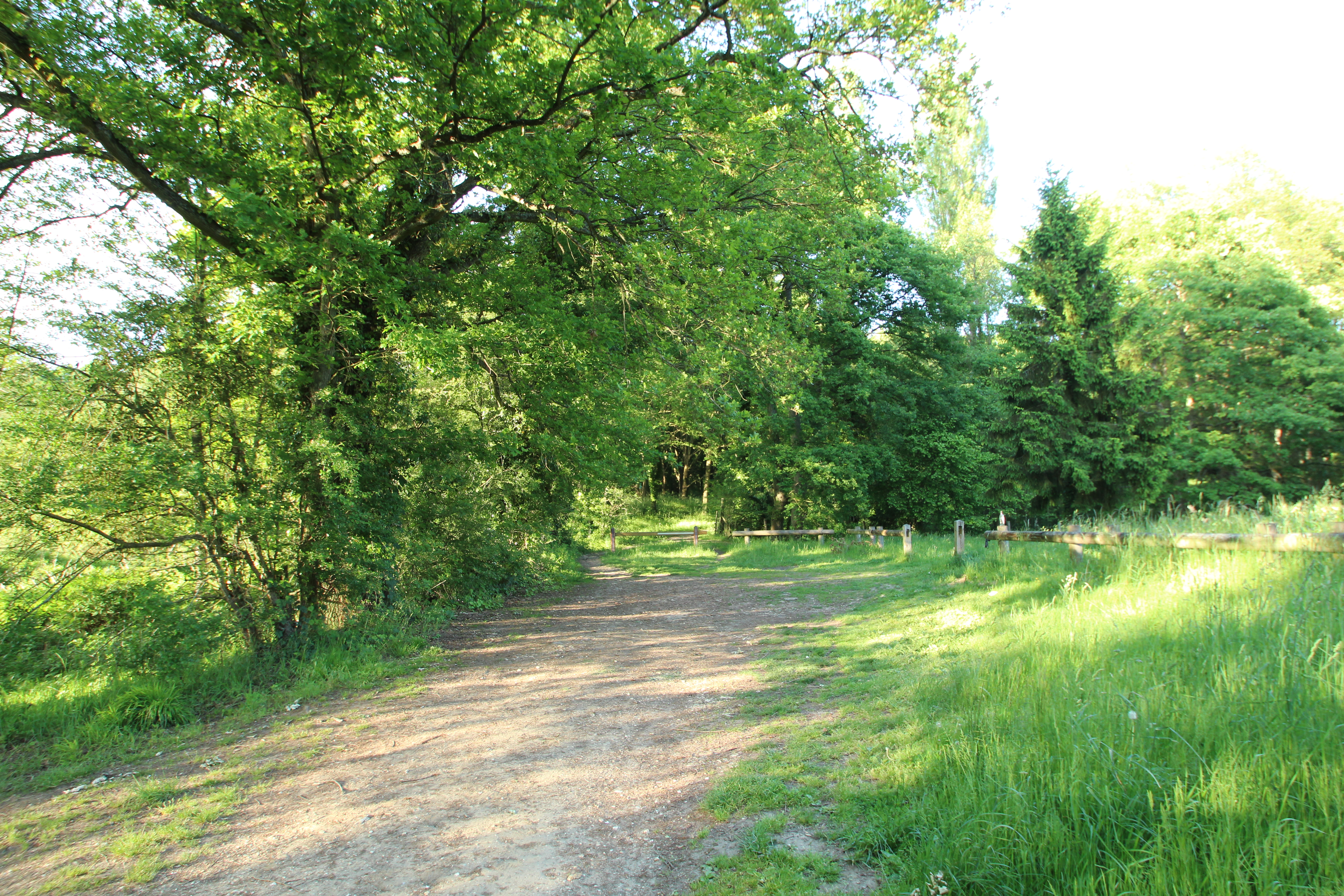
Chemin de Champfailly (hauteur du Rhodon).
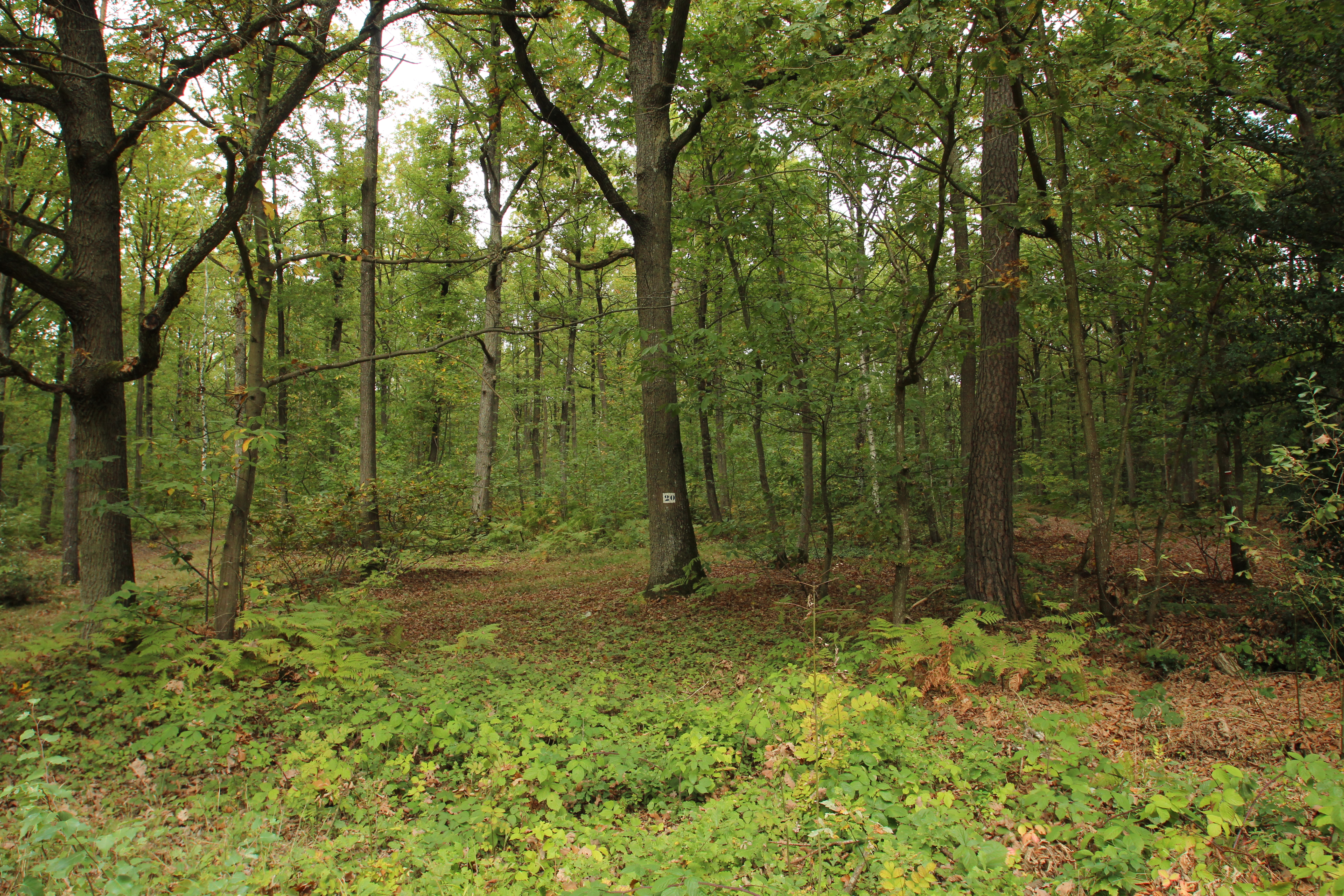
Forêt de Méridon.
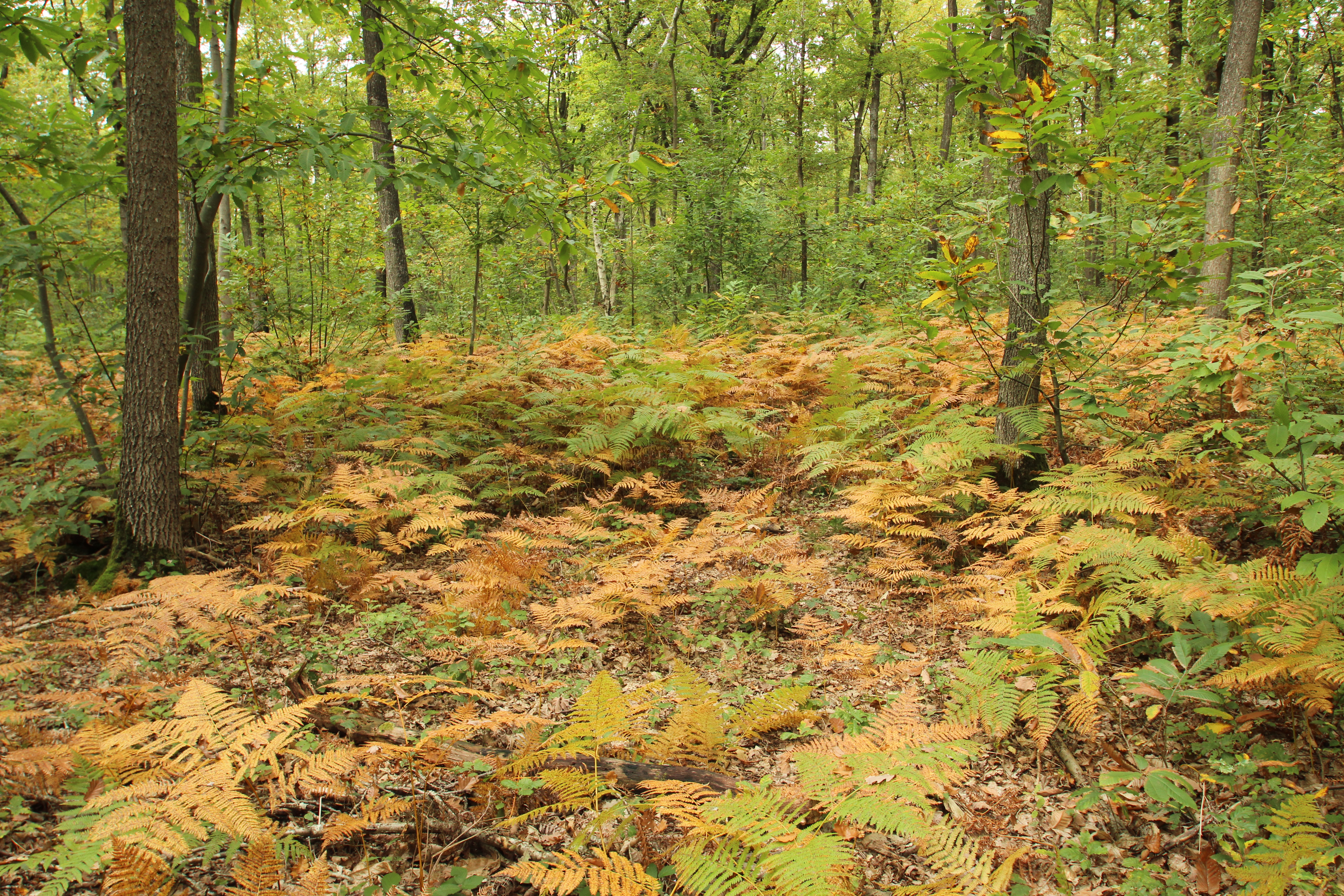
Forêt de Méridon.
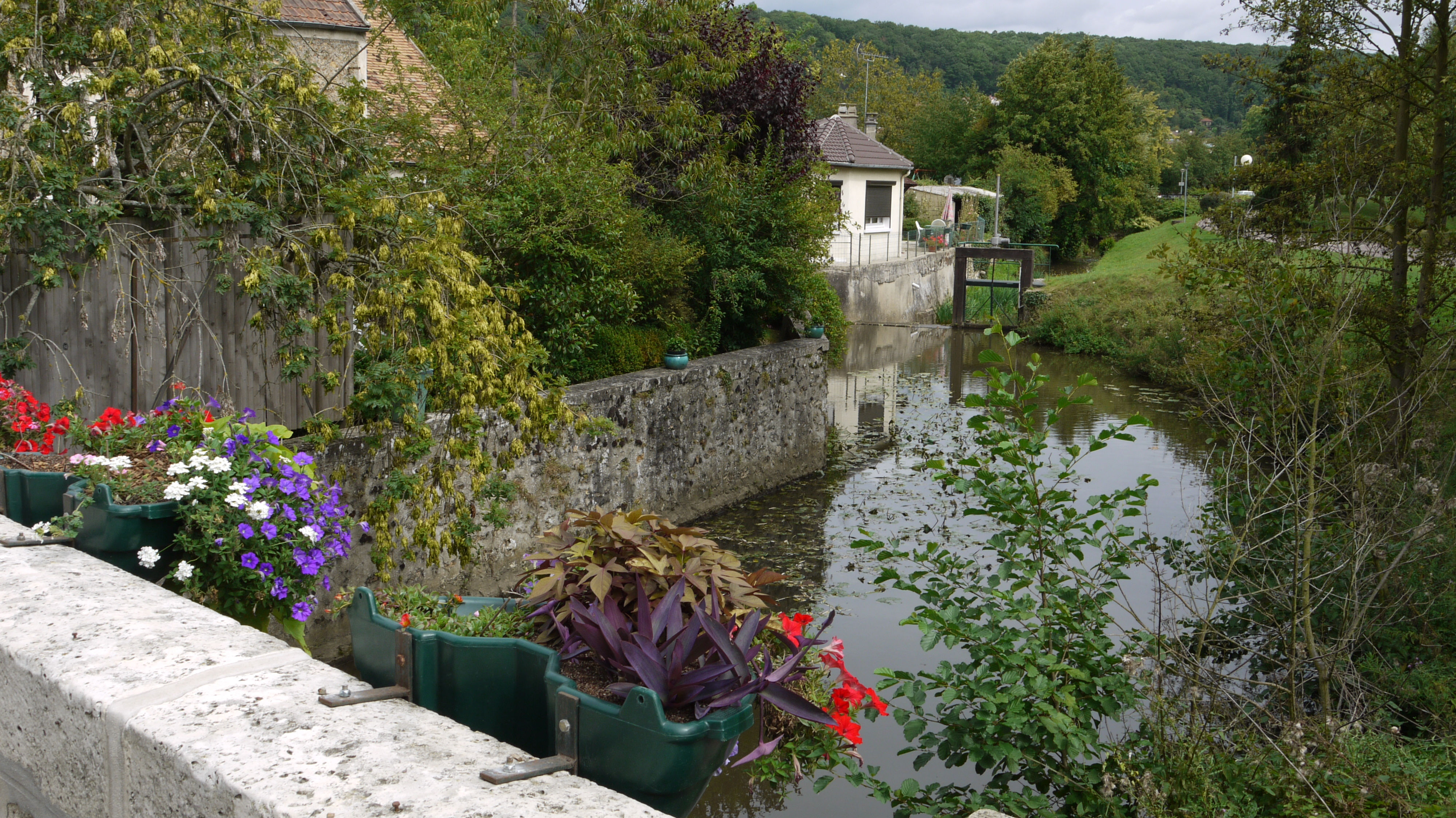
Bords de la rivière Yvette.
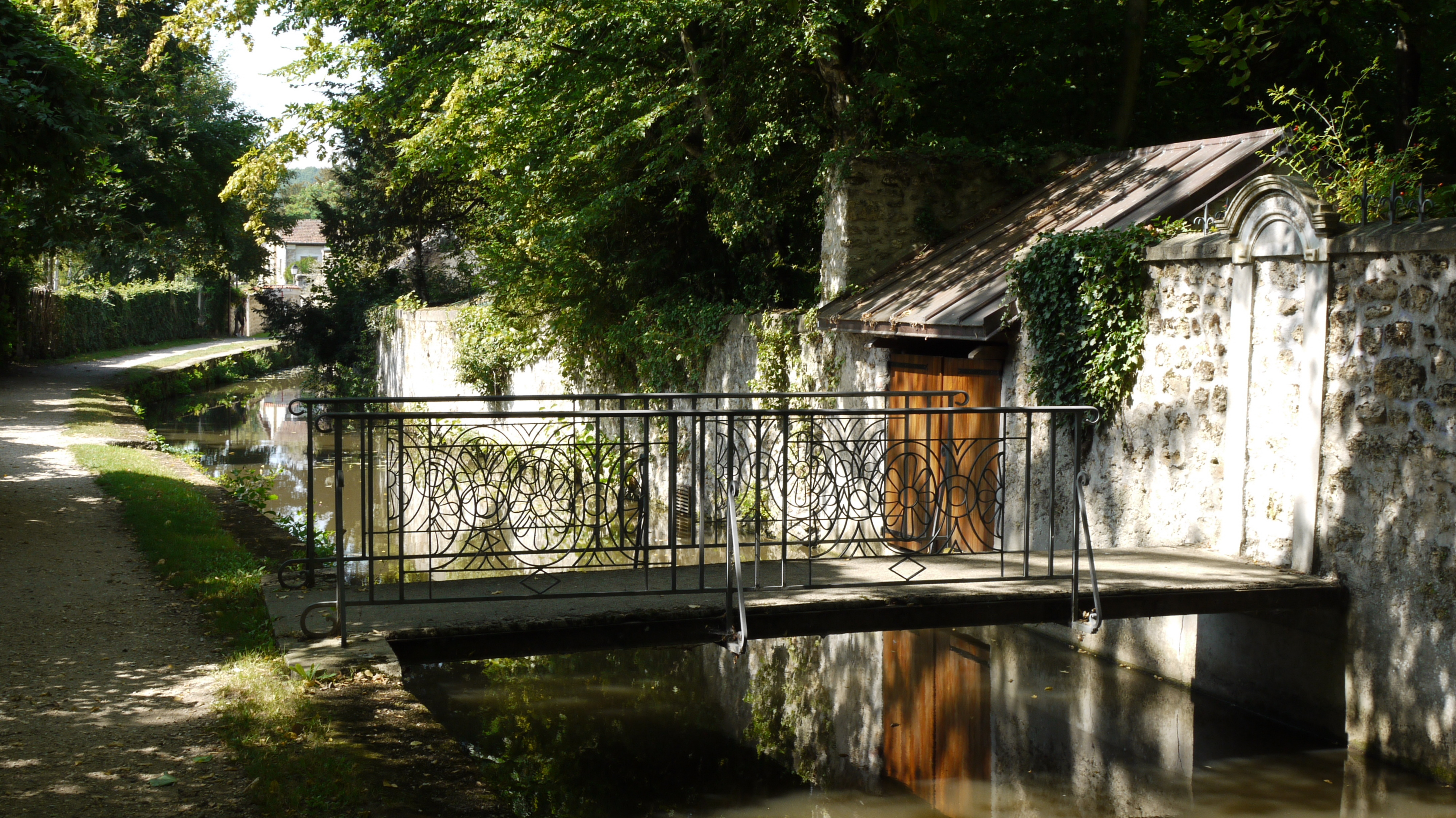
Promenade des Petits-Ponts.

### Chevreuse dans les arts
- À proximité du château de la Madeleine, se situe une plaque de marbre où sont gravés quatre vers que Jean Racine a dédié à Chevreuse :

Que je me plais sur ces montagnes
Qui s'élevant jusques aux cieux
D'un diadème gracieux
Couronnent ces belles campagnes.
- 1948 : Clochemerle, film français réalisé par Pierre Chenal, avec Saturnin Fabre et Jane Marken.
- 1961 : Le Président, film français réalisé par Henri Verneuil, avec Jean Gabin et Bernard Blier.
- 2021 : Chevreuse, roman de Patrick Modiano.

### Personnalités liées à la commune
- Marie de Rohan (1600-1679), plus connue sous le nom de Duchesse de Chevreuse, femme de la noblesse réputée surtout pour son grand charme et ses nombreuses intrigues politiques.
- Jean Racine (1639-1699), dramaturge et poète, demeura au château de la Madeleine en 1661. Aujourd'hui, le chemin qui relie l'abbaye de Port-Royal des Champs à Chevreuse porte le nom de chemin Jean-Racine.
- Charles-Honoré d'Albert de Luynes (1646-1712), duc de Chevreuse, petit-fils de Marie de Rohan, aristocrate et militaire.
- Charles Nicolas Montardier (1747-1802), homme politique né et décédé à Chevreuse, député de Seine-et-Oise au conseil des Cinq-Cents.
- Fabre d'Églantine (1750-1794), auteur de la chanson populaire Il pleut, il pleut, bergère, a présidé le premier conseil municipal le 31 janvier 1790 après que la Révolution de 1789 a fait de Chevreuse le chef-lieu du canton.
- Le créateur du nom de la ville voisine de Guyancourt serait Guy de Chevreuse[88] selon l'abbé Jean Lebeuf (1687 - 1760), historien et érudit, membre de l’Académie des inscriptions et belles-lettres fondée par Colbert en 1663. Guy de Chevreuse a bâti le village « Guidonis Curtis », c'est-à-dire la cour, le terrain, la culture de Guy.
- Pierre Lissac (1878-1955), artiste peintre, illustrateur et caricaturiste, est décédé à Chevreuse.
- Pierre Delarue-Nouvellière (1889-1973), peintre, illustrateur et photographe, y a vécu.
- Fernand Mithouard (1909-1993), coureur cycliste, vainqueur entre autres de la course Bordeaux-Paris 1933, de nombreuses autres classiques et de courses sur piste au Vélodrome d'Hiver. Il fut directeur sportif de l'équipe Alcyon et de l'équipe d'Ile-de-France dans le Tour de France de 1947 à 1957. Il est né et est décédé à Chevreuse.
- Jean Leguay (1909-1989), haut fonctionnaire sous le régime de Vichy, est né à Chevreuse.
- Jean Vénitien (1911-1995), artiste peintre, a vécu à Chevreuse et a contribué à la restauration du prieuré Saint-Saturnin. Il est également décédé dans la commune.
- Guy-Rachel Grataloup (1935), artiste plasticien, habite et travaille à Chevreuse depuis 1989.
- Nikko Dogz (1976-), comédien et chanteur français, né à Chevreuse.
- Patrice Pluyette (1977), écrivain né à Chevreuse, lauréat 2008 du prix Amerigo-Vespucci.
- Pierre Gilbert (1980-) pilote automobile-karting, né à Chevreuse, champion de France 1999, vice champion en 2000, pilote de monoplace F3.

### Héraldique
| Armes de Chevreuse | Les armes de Chevreuse se blasonnent ainsi : d'argent, à la croix de sable chargée de cinq molettes d'éperon d'or, cantonnée de quatre lionceaux d'azur. |